# 青森放送
青森放送株式会社（あおもりほうそう、英: Aomori Broadcating Corporation）は、青森県を放送対象地域とし、中波放送（AM放送）およびテレビジョン放送事業を兼営している特定地上基幹放送事業者である。
略称は、開局当初の局名「ラジオ青森」（Radio Aomori Broadcasting）からRAB。

## 概要
筆頭株主は、県域紙の東奥日報社。経営や『東奥日報ニュース』などの報道で特に深い関係にある。なお、テレビ放送局としては日本テレビ系列でありながら読売新聞グループ本社（読売新聞東京本社）の資本関係は今日に至るまでないが、有価証券報告書によると日本テレビホールディングスの株式のうち127800株を保有している。報道関係では選挙に関するアンケート調査などをRAB・読売新聞共同で行うことがある（在青局では青森テレビ（ATV）とエフエム青森（AFB）に読売新聞との資本関係あり）。かつてはテレビ朝日系列にも加盟していたが、朝日新聞社・テレビ朝日との資本関係も今日に至るまで同様にない。在青各局に共通して、青森県に系列局がないテレビ東京やフジテレビの番組も一部番販ネットされている。
テレビとラジオで放送されている長寿番組『RABニュースレーダー』は、ローカルテレビ放送局における夕方のニュース番組の草分け的存在とされている。ラジオはJRNとNRNのクロスネット局、テレビは日本テレビ系列（NNN - NNS）に加盟。1975年（昭和50年）にATVがANNを離脱してから1991年（平成3年）10月に青森朝日放送（ABA）が開局するまではANN（テレビ朝日系列）とのクロスネット局だった。
呼出符号はテレビがJOGR-DTV（28ch）、ラジオがJOGR（1233 kHz 青森親局）である。
音声多重放送は1990年（平成2年）10月開始（ATVと同時）と、他の地方局よりもかなり遅い（この1年後に開局のABAが開局時から音声多重放送を実施することになっていたことによるもの。ちなみに民放ローカル局で最も早く開始した放送局は富山の北日本放送（KNB）の1978年（昭和53年）12月。逆に最も遅く開始した局は北海道内民放各局の函館・室蘭・旭川・帯広・釧路・網走地区の2007年（平成19年）10月だった（地上デジタル放送のみ。地上アナログ放送は終了まで従来どおりモノラル放送）。
2001年（平成13年）11月19日よりテレビは24時間放送を実施している（深夜〜早朝帯は『日テレNEWS24』によるフィラー）。なお、日テレNEWS24が休止される場合でも、原則完全停波せずカラーバーを流している。
緊急警報放送システム実施局であり、テレビでは2011年（平成23年）7月20日までの毎週水曜日早朝の番組開始前（概ね4時44分から）に地上アナログ放送のみ試験信号を発信していた（以前は日曜日の早朝に実施）。なお、地上デジタル放送では試験信号放送の間は番宣スポットに差し替えていた。
現在使用されているマスコットキャラクターは青森県が生産日本一のりんごをモチーフにした「らぶりん」、キャッチコピーは「ホットするね!RAB」である。いずれも開局50周年の際に一般から募集したものであり、2003年（平成15年）4月から使用している。なお、2008年（平成20年）4月から12月まではテレビ・ラジオの両方で開局55周年記念として「あっ!RAB!」が流れた。ただし、ラジオでは2009年（平成21年）に入ってからも当面の期間、「あっ!RAB!」が流れていた。2007年（平成19年）4月まで社員として勤務していた伊奈かっぺいはマルチタレントとして現在は全国的に有名である。
主な受賞歴に『カエレナイ街から～翔子さんと実穂さんと私たち～』で2022年日本民間放送連盟賞ラジオグランプリを受賞した。部門別のラジオ教養部門では最優秀賞に次ぐ優秀賞だったが優秀賞を受賞した同部門6作品のうち最も高い得点だったため他の各部門の最優秀賞と最も高い得点だった他の各部門優秀賞とともにラジオグランプリ候補作品となり同番組が受賞した。また、『らじ丸にっち!～つどって歩いて黒石編～』で2023年日本民間放送連盟賞ラジオ生ワイド部門優秀賞を受賞した。

## 局データ

### 本社
- 郵便番号：030-8655（専用、青森中央郵便局管内）
- 住所：青森市松森1丁目8番1号

同じ松森1丁目地内には青森テレビの局舎もある。2008年（平成20年）に青森放送と青森テレビが共同キャンペーン『チーム守るべ青森』を行った際、互いに相手局の局舎屋上から手を振っている様子を収めたコマーシャルが流れたことがある。

### 支社・支局など
- 弘前支社（弘前市） - 津軽地方（中南部）を取材対象地域としている。なお、同じ建物には青森放送関連会社の弘前支社・支店も入居している。設置当初から1956年（昭和31年）12月19日までは本町の「東奥日報弘前支社」内[11] に、1988年（昭和63年）3月31日まで[11] は同市徒町の第八狩野弘前ビルに支社を置いていた。八戸支社と同様に同局で放送されている番組の一部を制作している（後述）。
- 八戸支社（八戸市） - 県南地域の取材拠点である。当支社の敷地内に八戸ラジオ中継局があり、三八地域に電波を発射している。同局で放送されている番組の一部を制作している（後述）が、番組内で使用される楽曲の一部は市内のCDショップから音源の提供を受けている。
- 五所川原支局（五所川原市） - 津軽地方（西北五地区）を取材対象地域としている。なお、同じ建物（五所川原商工会館ビル）にはATV五所川原支局→報道部五所川原分室も入居している。毎年ゴールデンウィーク期間に、芦野公園（五所川原市）で開催されるカラオケ大会を主催している。かつてはみちのく銀行五所川原支店に隣接するビルに支局を置いていたが、現在は、みちのく銀行の駐車場となっている。当支局が入居する建物の屋上には取材した映像を伝送するためのアンテナがATVと共に馬ノ神山に向け設置されている。
- 十和田支局（十和田市） - 上十三地区を取材対象地域としている。現在は市内のオフィスビルに支局を設置しているが、過去には十和田商工会議所に設置していた事がある。毎年春に行われる「さくらまつり」会場（同市内）でのカラオケ大会を主催している。
- むつ支局（むつ市） - 下北地方の取材拠点である。毎年ゴールデンウィーク期間に早掛沼公園（同市内）で行われる「さくらまつり」会場で開催されるカラオケ大会を主催している。
- 東京支社（東京都中央区） - 当支社が取材したニュースが青森放送で放送される場合は「RAB東京」のクレジットが出される（通常、関東広域圏の取材は日本テレビが担当している）。
- 大阪支社（大阪市中央区） - 当支社が取材したニュース（高校野球の県内校関連など）が青森放送で放送される場合は「RAB大阪」のクレジットが出される（通常、近畿広域圏の取材は読売テレビが担当している）。
- 仙台支局（仙台市青葉区）

出典

### 支社・支局所在地
- 弘前支社：弘前市大字元寺町25番1号
- 八戸支社： 八戸市根城5丁目5番27号
- 五所川原支局：五所川原市字東町17番5号 五所川原商工会館
- 十和田支局： 十和田市稲生町4番23号 第一田中ビル3階
- むつ支局：むつ市中央2丁目1番18号 クロチェヴィーア2階
- 仙台支局：仙台市青葉区一番町4丁目6番1号 仙台第一生命タワービルディング
- 東京支社：東京都中央区銀座8丁目11番1号 銀座木挽町ビル8階
- 大阪支社：大阪市中央区城見1丁目3番50号 読売テレビ本社ビル1階。以前は北区梅田1丁目8番17号の大阪第一生命ビルに支社を置いていた。

#### 廃止された支社・支局
日付は開設された期間。
- 青森支社（青森市・1977年（昭和52年）4月1日 - 1991年（平成3年）4月1日[注釈 2][11]）
- 名古屋支局（名古屋市中区・1962年（昭和37年）6月15日 - 1997年（平成9年）9月30日[注釈 3][11]）
- 札幌支局（札幌市中央区・1990年（平成2年）4月2日 - 1994年（平成6年）3月31日、函館に移設する形で廃止[11]）
- 函館支局（函館市・1994年（平成6年）4月1日 - 1999年（平成11年）3月31日[11]）

## 資本構成

### 2022年3月31日
出典：
| 資本金      | 1株   | 発行済株式総数 | 株主数 |
| ----------- | ----- | -------------- | ------ |
| 1億5000万円 | 500円 | 300,000株      | 705    |

| 株主                         | 株式数   | 比率  |
| ---------------------------- | -------- | ----- |
| 東奥日報社                   | 18,860株 | 6.29% |
| 青森銀行                     | 15,000株 | 5.00% |
| 青森県市町村職員退職手当組合 | 15,000株 | 5.00% |
| みちのく銀行                 | 15,000株 | 5.00% |
| アール・エー・ビー映像       | 13,060株 | 4.35% |
| 北方商事                     | 11,050株 | 3.68% |
| 宝来商事                     | 11,030株 | 3.68% |
| 山本恒太                     | 09,720株 | 3.24% |
| 大川多津子                   | 06,150株 | 2.05% |
| 東北電力                     | 06,130株 | 2.04% |

### 過去の資本構成
企業・団体の名称、個人の肩書は当時のもの。出典：

## 沿革

### 1950年代まで
- 1952年（昭和27年）10月1日に宮城県のラジオ仙台（現：東北放送）が青森県にラジオ局を開局しようとして免許申請し、さらに局舎[注釈 9]の建設などを行っていた。これに危機を感じた地元新聞社の東奥日報社が中心となり、「県民の、県民による、県民のためのラジオ局」をモットーに地元放送局の開局を進めていった。その後、東北放送は、1953年（昭和28年）5月27日に、青森中継局の開設申請を取り下げた[18]。
- 1952年（昭和27年）
  - 11月20日 - 第1回発起人会、青森市に民間放送を開設することなどを決議[19]。
  - 12月24日 - 青森県議会、「ラジオ東奥事業許可促進方決議の件」を満場一致で可決[19]。
  - 12月27日 - 東奥日報社内にラジオ東奥株式会社設立準備事務局を開設[19]。
- 1953年（昭和28年）
  - 1月6日 - 郵政省（現：総務省）に免許申請[20][21]。
  - 5月30日 - 郵政省、「標準放送用周波数割当計画表」を決定[22][23]。青森の民間放送に周波数1120kc、空中線電力500Wの割り当て[22][24]。
  - 8月1日 - ラジオ東奥に予備免許交付[21][24][25]（RTBラジオ東北（現：ABS秋田放送）と同日）。呼出符号：JOGR、呼出名称：らじおあおもり、周波数：1120kc、空中線電力：昼間1kW・夜間500W。所在地は、演奏所・放送所とも東津軽郡浜舘村大字松森字福田（現：青森市松森1丁目）[24]。
  - 9月22日 - 送信アンテナ完成。東北地方最初の頂冠装荷鋼管柱アンテナ[25]。
  - 9月26日 - ラジオ東奥創立総会開催。社名を株式会社ラジオ青森に改称[21][25]。
  - 9月29日 - 9時30分、最初の試験電波発射[24][26]。
  - 10月6日 - 本免許交付[24][27]。なお、この日は、臨時プログラムとして、12:00 - 13:00と18:00 - 20:00の2回、電波を発射した。
  - 10月7日 - 7時00分、サービス放送開始[24][28]。
  - 10月12日 - 6時00分、ラジオの本放送開始、日本で27番目の民間ラジオ局として開局。第1声は加納登アナウンサー[24]。最初の番組は、『朝のメロデー』。当時の放送開始は6時だった。
- 1954年（昭和29年）
  - 1月4日 - 八戸ラジオ中継局の免許申請[29]。
  - 2月19日 - 八戸ラジオ中継局に予備免許交付[29]。
  - 5月1日 - 放送開始時刻を30分繰り上げ、5時30分開始となる[30]。
  - 9月26日 - 洞爺丸事故報道により、開局以来初の終夜放送を実施[31]（後述の通り、通年での終夜放送実施は16年3ヶ月と6日後の1971年1月1日から）。
  - 12月4日 - 八戸ラジオ中継局から試験電波発射[24]。
  - 12月8日 - 八戸ラジオ中継局に本免許交付[29]。
  - 12月10日 - 八戸ラジオ中継局（呼出符号：JOGO・1060kc、100W）開局。専用線が確保出来ず、1958年（昭和33年）3月に60Mc中継回線が開通するまで、本局の放送波を受信し中継。
- 1955年（昭和30年）7月1日 - 放送開始時刻を30分繰り上げ、5時開始となる[32]。
- 1956年（昭和31年）
  - 2月15日 - 地上アナログテレビジョン放送と弘前ラジオ中継局の免許申請[29][33]。
  - 9月7日 - 弘前ラジオ中継局に予備免許交付[29]。
  - 10月1日 - 青森ラジオ送信所の夜間出力増力を実施し、昼夜通して出力1kWで送信。
  - 12月15日 - 弘前ラジオ中継局から最初の試験電波発射（21時30分から22時まで[34]）[29]。
  - 12月19日 - 弘前ラジオ中継局に本免許交付[29]。
  - 12月20日 - 弘前ラジオ中継局（呼出符号：JOGE・1060kc、100W）開局[29]。
- 1957年（昭和32年）
  - 10月22日 - 地上アナログテレビジョン放送に予備免許交付[35]。
  - 12月3日 - 超短波放送（FM）局免許申請[36]。
- 1959年（昭和34年）
  - 9月5日 - 地上アナログテレビジョン放送の試験電波発射[29]。
  - 9月13日 - 地上アナログテレビジョン放送に本免許交付。当初は、映像1kW・音声0.25kWで送信予定だったが、受信エリアに問題が生じた為、映像5kW・音声1.25 kW[注釈 10]で免許が交付された[37]。
  - 9月14日 - 11時30分[38]、地上アナログテレビジョン放送のサービス放送開始。ラジオ東京テレビ（後の東京放送、現：TBSテレビ）をメインとした編成で、9月20日にはラインネット番組も始まったが、営業面から再考し、9月25日の15:00からの大相撲中継から急遽日本テレビ主体に変更した[注釈 11]。
  - 10月1日 - 10時00分、地上アナログテレビジョンの本放送開始（呼出符号：JOGR-TV）。開局当時は「ラジオ青森テレビ」という局名だった。最初の番組は『レコードコンサート』。

### 1960年代
- 1960年（昭和35年）
  - 8月26日 - テレビ、朝の放送開始[39]。
  - 12月14日 - 青森ラジオ送信所の出力を1kWから3kWに増力[40]。
- 1961年（昭和36年）10月28日 - 株式会社ラジオ青森から青森放送株式会社に社名変更。
- 1962年（昭和37年）
  - 10月1日 - 青森ラジオ送信所の周波数を1120kcから1230kcに変更、出力を3kWから現在の5kWに増力、八戸ラジオ中継局の周波数を1060kcから1430kcに変更[29][41]。
  - 12月23日 - 青森ラジオ送信所が、松森の本社敷地内から女蛇山に移転[42]。
- 1963年（昭和38年）1月24日 - 八戸ラジオ中継局の出力を100Wから現在の1kWに増力[29]。
- 1965年（昭和40年）
  - 5月2日 - 同日発足したJRNに加盟[43]。
  - 8月1日 - NRNに加盟[43]。
- 1966年（昭和41年）
  - 4月1日 - 同日発足したNNNに加盟。
  - 4月2日 - テレビのカラー放送の試験電波を発射[44]。
  - 4月6～7日 - 東北電波管理局のカラーテレビ放送の落成検査を受け、7日に合格・カラー放送本免許を取得[45]。
  - 4月10日 - 11時15分、『歌のグランプリショー』から、電電公社のテレビ同時ネット回線受けによる、テレビのカラー本放送を開始[44]。
- 1968年（昭和43年）
  - 2月18日 - ハイバンドの2インチカラーVTRを購入[46]。自社でのカラーVTR再生によるカラー放送が可能になる。
  - 5月16日 - 9時48分頃に発生した十勝沖地震により、青森本社と八戸支社の社屋・機器に被害が生じ、一時停波する放送事故が発生した[47][48]。
  - 6月25日 - カラーテレビ放送の自社送出の為、カラーフィルムプロジェクター、デュアルスライド装置、及びそれら用のカラーカメラシステムを購入。これにより、自社でのカラーフィルム送出及びCM放送が可能となる[49]。
  - 7月1日
    - 16mmカラーフィルム自動現像機を設置[50]。
    - ローカルニュースを全時間帯カラー化（地方局初）。これに伴い、カラーフィルムによる報道取材を開始[51]。

  - 8月28日 - 自社ローカル初のカラー報道特集『雨に弱い青森県』放送[47]。
  - 9月1日 - 現在も使われているロゴが制定[注釈 12][52]。
  - 12月10日 - カラーテレビ中継車・スタジオカラーカメラ3台を導入[注釈 13][53]。
  - 12月23日 - 自社ローカル初のスタジオカラーカメラによる番組『新春知事放談』（1969年の正月特番）をこの日に録画[54]。
  - 12月26日 - 自社ローカル初のカラー中継番組『新春紅白民謡合戦』（1969年の正月特番）を、青森市民会館で録画[54]。

### 1970年代
- 1970年（昭和45年）4月1日 - テレビでは日本初となる[注釈 14] ローカルワイドニュース『RABニュースレーダー』を開始（当時は朝の放送）
- 1971年（昭和46年）1月1日 - ラジオの24時間（終夜）放送を開始（月曜除く）[注釈 15]。
- 1974年（昭和49年）12月5日 - 深浦ラジオ中継局開局（呼出符号を有さない中継局としては最初の開局）。
- 1975年（昭和50年）
  - 3月31日 - ANNに加盟、ABA開局までの間、テレビ朝日とのクロスネット局となった（ATVがクロスネットを禁じたJNNに単独加盟すべく、開局以来の加盟ニュース系列だったANNを脱退し、一般番組のクロスネットも解消したことによるもの）。この時、一部放送されていたTBSテレビ系の番組がATVへ移行した。
  - 7月4日 - 当局と日本テレビの間で、「個別業務協定」締結[55][56]。
- 1978年（昭和53年）11月23日 - 全国一斉ラジオ周波数変更が実施され、青森ラジオ送信所が1230kHzから1233kHzに、八戸ラジオ中継局が1430kHzから1485kHzに、弘前ラジオ中継局が1060kHzから1062kHzに、深浦ラジオ中継局が1500kHzから1485kHzに、それぞれ変更。

### 1980年代
- 1982年（昭和57年）7月17日 - 15時03分から、ラジオにおいて、「プリ・エンファシス」方式本放送開始[57]。
- 1986年（昭和61年）4月1日 - 緊急警報放送の運用開始[58]（東北地方の民放では初[29]）。
- 1988年（昭和63年）7月13日[59] - 事件や事故で死亡した遺族へのインタビュー自粛を開始。これは、同年3月に中国・上海で起きた列車衝突事故での高知学芸高校関係者へのマスコミの対応が問題となったことによる。
- 1989年（昭和64年・平成元年）
  - 1月7日 - 昭和天皇崩御による特別放送実施。ラジオは7時54分のJRN報道特番（TBSラジオ発）から、テレビは5時45分のNNN報道速報（日本テレビ発）から、それぞれ飛び乗りし、途中RABローカルニュースを挿入しながら、1月9日6時まで崩御特番を放送[60]。
  - 2月1日 - 十和田ラジオ中継局開局。
  - 12月1日 - この日から、事件報道における容疑者の呼び捨てを止める[61]。

### 1990年代
- 1990年（平成2年）
  - 4月1日 - テレビのクリアビジョン放送開始
  - 10月1日 - テレビの音声多重放送開始（呼出符号：JOGR-TAM）（ATVと同日）。
- 1991年（平成3年）10月1日 - ABA開局に伴い、日本テレビ系列のフルネット局となる（18局目）。
- 1995年（平成7年）
  - 4月3日 - 『@なまてれ』の前身であり、同局初の夕方情報ワイド番組である『出会いふれあい生テレビ!』開始。
  - 7月13日 - テレビの「ワイドクリアビジョン」放送開始[62]。
  - 10月2日 - 弘前ラジオ放送局の周波数が1062kHzから1215kHzに変更、空中線電力も100Wから500Wに増力。

### 2000年代
- 2000年（平成12年）1月14日 - 野辺地ラジオ中継局開局。
- 2001年（平成13年）11月19日 - テレビの24時間放送（終夜放送）開始。それに伴い、CSチャンネル「NNN24」（現・日テレNEWS24）の放送も開始。
- 2005年（平成17年）
  - 6月10日 - 地上デジタルテレビジョン放送の予備免許交付。
  - 10月3日 - 地上デジタルテレビジョン放送の試験電波発射開始。
- 2006年（平成18年）
  - 5月29日 - テレビ放送、主調整室（マスター）設備を地上デジタル放送対応のものに更新（東芝製）。
  - 6月1日 - 地上デジタルテレビジョンの試験放送（アナログとのサイマル放送）を開始（青森本局）。
  - 6月14日 - 地上デジタルテレビジョン放送の本免許交付。
  - 6月26日 - テレビ制作スタジオ設備のハイビジョン化完了。
  - 7月1日
    - 5時45分、『健康塾』（通販番組）から地上デジタルテレビジョン本放送を開始（呼出符号：JOGR-DTV）（青森本局、ATV・ABAと同日）。
    - テレビ報道スタジオ設備のハイビジョン化完了。
- 2007年（平成19年）8月1日 - 八戸・上北両デジタル中継局開局。
- 2008年（平成20年）
  - 11月10日 - 深浦・大戸瀬・風合瀬・岩崎・大鰐の各デジタル中継局開局。
  - 12月18日 - むつデジタル中継局開局。
- 2009年（平成21年）
  - 4月1日 - 緊急地震速報の運用開始（ラジオ）[注釈 16][63]
  - 10月30日 - 西十和田・大畑両デジタル中継局開局。
  - 11月11日 - 東十和田デジタル中継局開局。
  - 12月21日 - 大間デジタル中継局開局。
  - 12月25日 - 三戸南部・浅虫・小泊・今別・佐井の各デジタル中継局開局。

### 2010年代
- 2010年（平成22年）
  - 1月15日 - 十和田湖・木野部両デジタル中継局開局。
  - 1月22日 - 平内山口・平内内童子・平内外童子の各デジタル中継局開局。
  - 2月15日 - 大鰐虹貝デジタル中継局開局。
  - 8月30日 - 深浦追良瀬デジタル中継局開局。
  - 9月24日 - 八戸南郷デジタル中継局開局。
  - 9月30日 - 鰺ヶ沢中村・鰺ヶ沢赤石両デジタル中継局開局。
  - 10月4日 - 袰部デジタル中継局開局。
  - 10月18日 - 深浦長慶平デジタル中継局開局。
  - 11月15日 - 竜飛帯島デジタル中継局開局。
  - 11月29日 - 田子・片貝・道仏・西津軽舞戸・津軽上小国の各デジタル中継局開局。
  - 12月9日 - 鰺ヶ沢一ツ森デジタル中継局開局。
  - 12月13日 - 七戸デジタル中継局開局。
  - 12月20日 - 津軽小国・中里今泉・深浦舮作・竜飛宇鉄の各デジタル中継局開局。
- 2011年（平成23年）
  - 7月24日 - 全アナログテレビ送信所・中継局がこの日の正午に放送終了、24時までには停波・廃局。
  - 11月14日 - 細越デジタル中継局が開局。
  - 12月7日 - 脇野沢デジタル中継局が開局。
- 2012年（平成24年）
  - 10月4日 - 八戸市の八戸市公会堂において「RABラジオ感謝祭〜ありがとう60周年 そしてこれからも〜」ということで『伊奈かっぺいとおかしな仲間たちinはちのへ』（公開録音）を実施[64]。当日の模様は、2012年10月21日と10月28日の17時から18時まで、前編・後編に分けて放送をした。
  - 10月6日 - 10月8日 - 青森市「サンロード青森サンホール」において「RABラジオ感謝祭〜ありがとう60周年 そしてこれからも〜」ということで、ラジオの公開放送を実施したり、「ラジオのある風景写真パネル」の展示を実施。
  - 12月1日 - 久栗坂デジタル中継局が開局。
- 2013年（平成25年）10月12日 - 開局60周年を迎える。これを記念して、10月11日 8:30 - 10月13日 21:00までの60時間30分にわたり、RAB創立60周年記念として『瞬（とき）をつないで60時間ラジオ』[65] を放送した。なお、12日と13日の日中を中心にテレビとの同時放送を行った。
- 2014年（平成26年）
  - 10月1日 - 株式会社radikoのIPサイマルラジオサービス「radiko.jp」および「radiko.jpプレミアム（エリアフリー聴取）」にて、RABラジオのインターネット全国配信を開始[注釈 17][66]。
  - 11月1日・2日 - 「RABラ・テ（RAB latte）」ということで、ラジオとテレビの同時放送を行う[67]。この年以降、10月最終もしくは11月第1土曜日に「RABラ・テ（RAB latte）」を実施し、12時から14時まで、テレビとの同時放送を行う[68][69]。
- 2015年（平成27年）3月31日 - 1986年（昭和61年）9月から実施してきた、電話によるラジオ再送信サービスを終了[70]。
- 2017年（平成29年）
  - 6月2日 - FM補完中継局の予備免許交付[71]
  - 10月1日 - 青森・八戸両FM補完中継局放送開始（ステレオ放送）[72]。この補完放送開始と開局65周年を記念した特番「RABラ・テ」を放送、うち12時から15時まではテレビとの同時放送を行うほか、青森局と補完局が同一周波数である南海放送とのコラボによる同時ネット特番「『凄いぞ青森!凄いぞ!愛媛!ラジオ大好き!』も放送する[73][74]。

### 2020年代
- 2020年（令和2年）
  - 8月31日 - 野辺地陸奥湾FM補完中継局が開局。
  - 12月7日 - テレビ放送、「NNS標準営放システム」サービス提供開始[75]。
- 2021年（令和3年）1月25日 - 大間下北FM補完中継局が開局[76]。

## 社史・記念誌
青森放送では、以下の5冊を発行している。
- 青森放送二十五年史（青森放送社史編纂委員会 編集） 1980年（昭和55年）9月30日発行、475ページ[77]。
- 青森放送30年表（青森放送事業局資料部 編） 1983年（昭和58年）12月20日発行、127ページ[78]。
- 青森放送40年表（青森放送社長室広報資料部 編集） 1994年（平成6年）3月発行、238ページ。
- 青森放送50年史（青森放送株式会社 編） 2004年（平成16年）6月発行、183ページ。
- 青森放送65年史（青森放送株式会社 編）2019年（令和元年）6月発行、101ページ。

## ラジオ
放送時間：月曜未明 0:30 - 4:00を除く24時間（月曜日以外は5:00基点。）月曜朝の開始時には「只今から今週の放送を開始致します」とのアナウンスがある。
ただし、以下のように月曜未明の放送終了時間の繰り下げや放送休止のない日がある。
月に数回程度月曜 0:00 - 0:10に特別番組が放送される日は放送終了時間が0:40に繰り下げられる。2024年11月24日と12月22日は、『島津悦子のあなたと1800秒』放送のため、放送終了時間が1:00に繰り下げられた。
県内で大規模な選挙の投票が行われた日の翌日は終了時間が30分から2時間程度延長され、通常の定時放送終了後にフィラー音楽を流し、随時開票速報を伝える。
『RABラジオ・チャリティー・ミュージックソン』が放送される12月25日が月曜にあたる場合は放送休止をせず、12月18日 4:00 - 1月1日0:30の2週間連続で放送する。過去にはその1週間後の1月1日（元日）が月曜にあたる場合も放送休止をせず、1月8日 0:00に3週間連続で放送していた例もあった。
例外として、1989年1月8日は、前日の昭和天皇崩御に関する特別編成により、放送休止は行わず、1月9日6時までの終夜放送を行った。
また不定期で送信所やマスターの更新により、日曜深夜の放送を24:00（月曜0:00）で終了、月曜朝の放送を5:00開始となる場合がある。

### ラジオ周波数
| 中波放送           | 中波放送          | 中波放送 | 中波放送   | 中波放送 |
| 親局               | 呼出符号          | 周波数   | 空中線電力 | 送信所概要 （技術情報） |
| ------------------ | ----------------- | -------- | ---------- | --- |
| 青森               | JOGR              | 1233 kHz | 5kW        | - 送信空中線：95m支線式円管柱（電気興業）、頂冠6m、指向性はダウンリード方式 - 放送機：MBT-8037B（NEC）×2 - STL：送受信装置（NEC）出力1W、2m鏡面パラボラ、 バックアップ回線としてNTTのLINE回線 - 送信局舎：鉄筋コンクリート1階7m×11m - 非常用電源：自家発電装置20kVA - 備考：1987年（昭和62年）11月放送設備更新、 5kW放送機MBT-8037Bを2台設置で1台を予備 |
| 中継局             | 呼出符号          | 周波数   | 空中線電力 | 送信所概要 （技術情報） |
| 八戸               | JOGO              | 1485 kHz | 1 kW       | - 送信空中線：55m円管柱 - 放送機：JBC-5D（JRC） - 中継回線：放送波伝送用の鷹森山局を5素子八木宇田2面1段、 バックアップ回線としてNTTのLINE回線 - 送信局舎：鉄筋コンクリート - 非常用電源：自家発電装置70kVA - 備考：十和田局と同期放送 |
| 弘前               | JOGE              | 1215 kHz | 500W       | - 送信空中線：55m円管柱 - 中継回線：放送波伝送用の鷹森山局を5素子八木宇田1面1段、 バックアップ回線としてNTTのLINE回線 - 送信局舎：コンクリート・ブロック1階4m×8m - 非常用電源：自家発電装置5kVA - 備考：1995年（平成7年）局舎、一部設備更新 |
| 深浦               |                   | 1485 kHz | 100W       | - 送信空中線：65mトラス柱 - 中継回線：放送波伝送用の鷹森山局を5素子八木宇田1面2段 - 送信局舎：鉄筋コンクリート1階3m×3m - 非常用電源：自家発電装置5kVA - 備考：1996年（平成8年）3月設備更新 |
| 十和田             |                   | 1485 kHz | 100W       | - 送信空中線：45m円管柱（傘型） - 送信機：JBC-2A（JRC） - 中継回線：放送波伝送用の鷹森山局を5素子八木宇田2面1段、 バックアップ回線としてNTTのLINE回線 - 送信局舎：鉄筋コンクリート1階4m×5m - 非常用電源：バッテリーフロート600Ah - 備考：八戸局と同期放送。送信空中線はNHK第1と共用                                                                     |
| 野辺地             |                   | 1062 kHz | 100W       | - 送信空中線：65m円管柱 - 中継回線：放送波伝送用の上北局を1.2m鏡面パラボラにて受信 - 送信局舎：鉄筋コンクリート1階4m×6m - 非常用電源：自家発電装置7.5kVA |
| FM補完中継局       | 呼出符号          | 周波数   | 空中線電力 | 送信所概要 （技術情報） |
| 青森               | RAB青森FM         | 91.7 MHz | 1 kW       | 2016年10月18日予備免許 2017年10月1日運用開始 |
| 八戸               | RAB八戸FM         | 92.7 MHz | 100W       | 2017年6月2日予備免許 2017年10月1日運用開始 |
| 野辺地             | RAB野辺地陸奥湾FM | 93.2 MHz | 100W       | 2019年9月25日予備免許 2020年8月31日運用開始 |
| 大間               | RAB大間下北FM     | 78.8 MHz | 20W        | 2020年7月9日予備免許 2021年1月25日運用開始 |
| 放送波伝送中継用局 |                   |          |            | |
| 中継局             | 呼出符号          | 周波数   | 出力       | 技術情報 |
| 鷹森山             |                   |          | 50W        | |
| 上北               |                   |          | 50 mW      | |

出典

#### FM補完中継局の親局化構想
青森放送が加盟する日本民間放送連盟では、FM補完中継局制度を見直す方針を2019年に公表。連盟に参加するAM放送事業者（民放AM局）が2028年までにAM放送免許の更新時期を迎えることを踏まえて、民放AM局独自の経営判断によってAM放送からFM放送への転換（またはAM・FM放送の併用）が可能になるような制度の整備を求める要望書を、総務省が設置する「放送事業の基盤強化に関する検討分科会」に提出した。総務省も2020年10月に『民間ラジオ放送事業者のAM放送のFM放送への転換等に関する「実証実験」の考え方』を公表したことから、民放AM47局で組織する「ワイドFM（FM補完放送）対応端末普及を目指す連絡会」では、44局が2028年秋までにFM局への転換を目指していることを2021年6月15日に発表した。この発表の時点では、AM局からFM局への転換（従来のFM補完中継局の親局化）において「従来のAM放送を停波する」というパターンや「従来のAM放送を補完的に活用する（FM・AM併用）」というパターンが想定されているが、青森放送からは親局化の時期や具体的な計画が明らかにされていない。

### ラジオの再送信サービス
東北自動車道坂梨トンネル上り線と東北自動車道亀田山トンネル上り線や国道4号青森東バイパス久栗坂トンネルでは、ラジオの再送信を行っている。みちのく有料道路みちのくトンネルでもラジオの再送信を行っていたが、2012年（平成24年）10月7日現在、再送信を中止し、トンネル入り口にあるラジオの周波数表を示した案内板からは青森放送の案内が削除されている。
USENでは、青森県内でケーブル（チャンネル番号：A-22）と衛星・NTT光回線（I-81）経由で再送信を行っている。
2014年（平成26年）10月1日12時より、株式会社radikoのIPサイマルラジオサービス「radiko.jp」（青森県内、無料）および「radiko.jpプレミアム（エリアフリー聴取）」（青森県外、有料）でインターネット全国配信を開始。

### ラジオカー

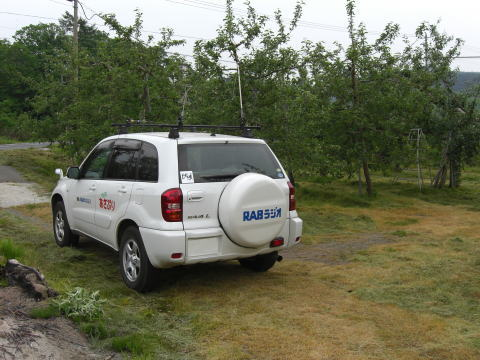
本社旧ラジオカー（車種：トヨタ・RAV4

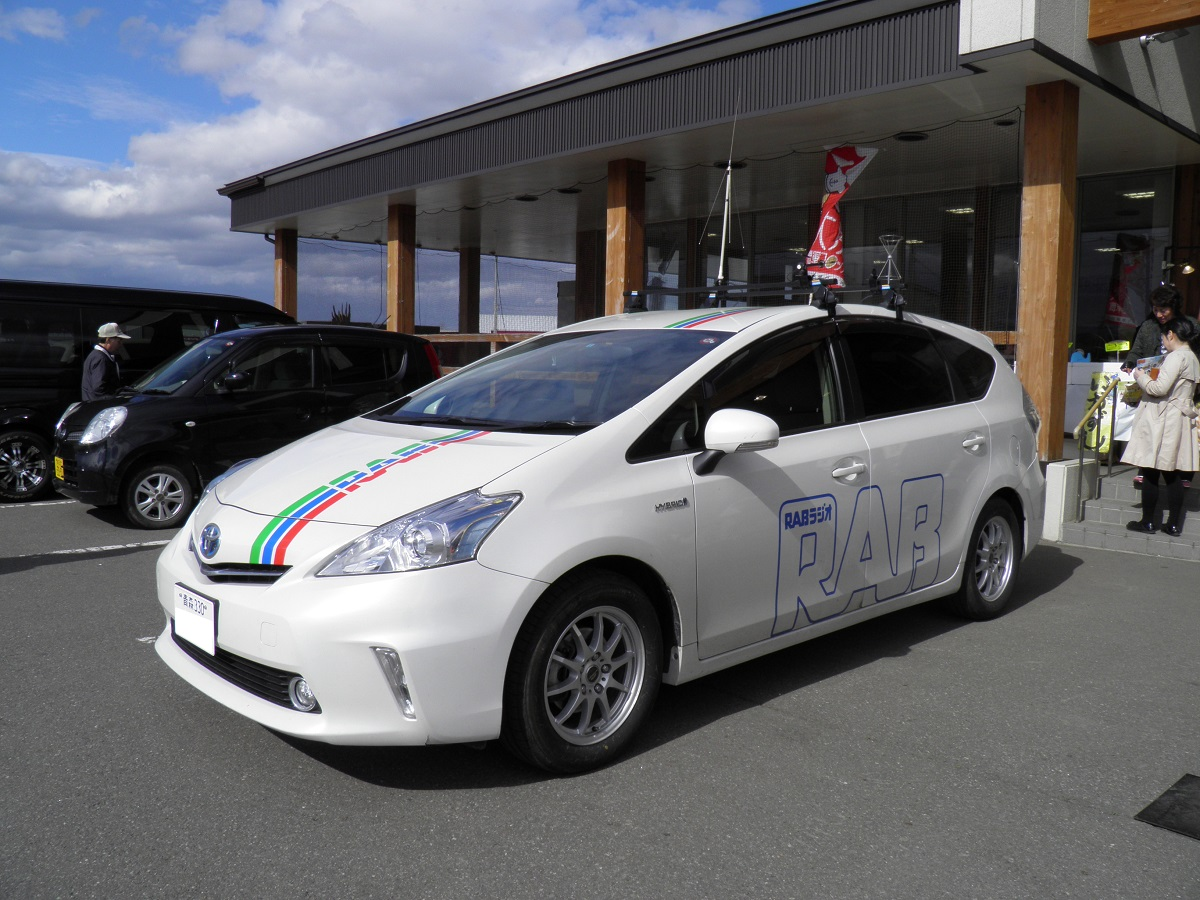
本社ラジオカー（車種：トヨタ・プリウスα

- 本社は2台、弘前・八戸の各支社は各1台ずつ保有している。
- 本社使用車両は、1990年代前半は日産・サニー、スバル・レガシィなどを使用していたが、1990年後半から2010年代まで初代と2代目のトヨタ・RAV4をメインで使用し、現在はトヨタ・プリウスαに変更され、3代目トヨタ・RAV4は予備車として保有している。

### 現在放送中の番組
2025年4月時点。
自社制作番組は太字。

#### 随時
- 東奥日報ニュース（随時・放送時間は東奥日報ニュース#ラジオを参照）
- あの日、あの歌（土曜 5:45 - 5:50 / 日曜 6:15 - 6:25、2014年3月31日開始、開始当初は平日 5:20 - 5:30でも放送されていたが、平日の放送は2018年9月で終了）

#### 平日
| 時                                       | 月曜日 | 火曜日 | 水曜日 | 木曜日 | 金曜日 |
| ---------------------------------------- | --- | --- | --- | --- | --- |
| 5                                        | 5:00 朝の民謡 | 5:00 朝の民謡 | 5:00 朝の民謡 | 5:00 朝の民謡 | 5:00 朝の民謡 |
| 5                                        | 5:10 今日は何の日!? | | | | |
| 5                                        | 5:20 黒木瞳のあさナビ（ニッポン放送） | | | | |
| 5                                        | 5:30 Brand-New Morning（TBSラジオ） | | | | |
| 6                                        | | | | | |
| 6:30 お悩みカイホウショッピング          | 6:30 解決!知っ得プレミアム | 6:30 おはようインフォメーション | 6:30 おはようインフォメーション | 6:30 おはようインフォメーション | |
| 6:45 あさうたステップ                    | | | | | |
| 7                                        | 7:00 朝わい!くりっぷ ▽7:10 お早う!ニュースネットワーク（ニッポン放送） ▽7:25 いってらっしゃい!忘れてませんか?交通安全ルール ▽7:30 青森県広報タイム（月曜 - 木曜） ▽7:35 美味しく食べてヘルスケア ▽7:45 羽田美智子のいってらっしゃい（ニッポン放送） ▽8:00 話題のアンテナ 日本全国8時です（TBSラジオ） ▽8:15 けんずろうの元気いっぱい! ▽8:20 武田鉄矢・今朝の三枚おろし（文化放送） ▽10:30 テレフォン人生相談（ニッポン放送） | 7:00 朝わい!くりっぷ ▽7:10 お早う!ニュースネットワーク（ニッポン放送） ▽7:25 いってらっしゃい!忘れてませんか?交通安全ルール ▽7:30 青森県広報タイム（月曜 - 木曜） ▽7:35 美味しく食べてヘルスケア ▽7:45 羽田美智子のいってらっしゃい（ニッポン放送） ▽8:00 話題のアンテナ 日本全国8時です（TBSラジオ） ▽8:15 けんずろうの元気いっぱい! ▽8:20 武田鉄矢・今朝の三枚おろし（文化放送） ▽10:30 テレフォン人生相談（ニッポン放送） | 7:00 朝わい!くりっぷ ▽7:10 お早う!ニュースネットワーク（ニッポン放送） ▽7:25 いってらっしゃい!忘れてませんか?交通安全ルール ▽7:30 青森県広報タイム（月曜 - 木曜） ▽7:35 美味しく食べてヘルスケア ▽7:45 羽田美智子のいってらっしゃい（ニッポン放送） ▽8:00 話題のアンテナ 日本全国8時です（TBSラジオ） ▽8:15 けんずろうの元気いっぱい! ▽8:20 武田鉄矢・今朝の三枚おろし（文化放送） ▽10:30 テレフォン人生相談（ニッポン放送） | 7:00 朝わい!くりっぷ ▽7:10 お早う!ニュースネットワーク（ニッポン放送） ▽7:25 いってらっしゃい!忘れてませんか?交通安全ルール ▽7:30 青森県広報タイム（月曜 - 木曜） ▽7:35 美味しく食べてヘルスケア ▽7:45 羽田美智子のいってらっしゃい（ニッポン放送） ▽8:00 話題のアンテナ 日本全国8時です（TBSラジオ） ▽8:15 けんずろうの元気いっぱい! ▽8:20 武田鉄矢・今朝の三枚おろし（文化放送） ▽10:30 テレフォン人生相談（ニッポン放送） | 7:00 朝わい!くりっぷ ▽7:10 お早う!ニュースネットワーク（ニッポン放送） ▽7:25 いってらっしゃい!忘れてませんか?交通安全ルール ▽7:30 青森県広報タイム（月曜 - 木曜） ▽7:35 美味しく食べてヘルスケア ▽7:45 羽田美智子のいってらっしゃい（ニッポン放送） ▽8:00 話題のアンテナ 日本全国8時です（TBSラジオ） ▽8:15 けんずろうの元気いっぱい! ▽8:20 武田鉄矢・今朝の三枚おろし（文化放送） ▽10:30 テレフォン人生相談（ニッポン放送） |
| 8                                        | 7:00 朝わい!くりっぷ ▽7:10 お早う!ニュースネットワーク（ニッポン放送） ▽7:25 いってらっしゃい!忘れてませんか?交通安全ルール ▽7:30 青森県広報タイム（月曜 - 木曜） ▽7:35 美味しく食べてヘルスケア ▽7:45 羽田美智子のいってらっしゃい（ニッポン放送） ▽8:00 話題のアンテナ 日本全国8時です（TBSラジオ） ▽8:15 けんずろうの元気いっぱい! ▽8:20 武田鉄矢・今朝の三枚おろし（文化放送） ▽10:30 テレフォン人生相談（ニッポン放送） | 7:00 朝わい!くりっぷ ▽7:10 お早う!ニュースネットワーク（ニッポン放送） ▽7:25 いってらっしゃい!忘れてませんか?交通安全ルール ▽7:30 青森県広報タイム（月曜 - 木曜） ▽7:35 美味しく食べてヘルスケア ▽7:45 羽田美智子のいってらっしゃい（ニッポン放送） ▽8:00 話題のアンテナ 日本全国8時です（TBSラジオ） ▽8:15 けんずろうの元気いっぱい! ▽8:20 武田鉄矢・今朝の三枚おろし（文化放送） ▽10:30 テレフォン人生相談（ニッポン放送） | 7:00 朝わい!くりっぷ ▽7:10 お早う!ニュースネットワーク（ニッポン放送） ▽7:25 いってらっしゃい!忘れてませんか?交通安全ルール ▽7:30 青森県広報タイム（月曜 - 木曜） ▽7:35 美味しく食べてヘルスケア ▽7:45 羽田美智子のいってらっしゃい（ニッポン放送） ▽8:00 話題のアンテナ 日本全国8時です（TBSラジオ） ▽8:15 けんずろうの元気いっぱい! ▽8:20 武田鉄矢・今朝の三枚おろし（文化放送） ▽10:30 テレフォン人生相談（ニッポン放送） | 7:00 朝わい!くりっぷ ▽7:10 お早う!ニュースネットワーク（ニッポン放送） ▽7:25 いってらっしゃい!忘れてませんか?交通安全ルール ▽7:30 青森県広報タイム（月曜 - 木曜） ▽7:35 美味しく食べてヘルスケア ▽7:45 羽田美智子のいってらっしゃい（ニッポン放送） ▽8:00 話題のアンテナ 日本全国8時です（TBSラジオ） ▽8:15 けんずろうの元気いっぱい! ▽8:20 武田鉄矢・今朝の三枚おろし（文化放送） ▽10:30 テレフォン人生相談（ニッポン放送） | 7:00 朝わい!くりっぷ ▽7:10 お早う!ニュースネットワーク（ニッポン放送） ▽7:25 いってらっしゃい!忘れてませんか?交通安全ルール ▽7:30 青森県広報タイム（月曜 - 木曜） ▽7:35 美味しく食べてヘルスケア ▽7:45 羽田美智子のいってらっしゃい（ニッポン放送） ▽8:00 話題のアンテナ 日本全国8時です（TBSラジオ） ▽8:15 けんずろうの元気いっぱい! ▽8:20 武田鉄矢・今朝の三枚おろし（文化放送） ▽10:30 テレフォン人生相談（ニッポン放送） |
| 9                                        | 7:00 朝わい!くりっぷ ▽7:10 お早う!ニュースネットワーク（ニッポン放送） ▽7:25 いってらっしゃい!忘れてませんか?交通安全ルール ▽7:30 青森県広報タイム（月曜 - 木曜） ▽7:35 美味しく食べてヘルスケア ▽7:45 羽田美智子のいってらっしゃい（ニッポン放送） ▽8:00 話題のアンテナ 日本全国8時です（TBSラジオ） ▽8:15 けんずろうの元気いっぱい! ▽8:20 武田鉄矢・今朝の三枚おろし（文化放送） ▽10:30 テレフォン人生相談（ニッポン放送） | 7:00 朝わい!くりっぷ ▽7:10 お早う!ニュースネットワーク（ニッポン放送） ▽7:25 いってらっしゃい!忘れてませんか?交通安全ルール ▽7:30 青森県広報タイム（月曜 - 木曜） ▽7:35 美味しく食べてヘルスケア ▽7:45 羽田美智子のいってらっしゃい（ニッポン放送） ▽8:00 話題のアンテナ 日本全国8時です（TBSラジオ） ▽8:15 けんずろうの元気いっぱい! ▽8:20 武田鉄矢・今朝の三枚おろし（文化放送） ▽10:30 テレフォン人生相談（ニッポン放送） | 7:00 朝わい!くりっぷ ▽7:10 お早う!ニュースネットワーク（ニッポン放送） ▽7:25 いってらっしゃい!忘れてませんか?交通安全ルール ▽7:30 青森県広報タイム（月曜 - 木曜） ▽7:35 美味しく食べてヘルスケア ▽7:45 羽田美智子のいってらっしゃい（ニッポン放送） ▽8:00 話題のアンテナ 日本全国8時です（TBSラジオ） ▽8:15 けんずろうの元気いっぱい! ▽8:20 武田鉄矢・今朝の三枚おろし（文化放送） ▽10:30 テレフォン人生相談（ニッポン放送） | 7:00 朝わい!くりっぷ ▽7:10 お早う!ニュースネットワーク（ニッポン放送） ▽7:25 いってらっしゃい!忘れてませんか?交通安全ルール ▽7:30 青森県広報タイム（月曜 - 木曜） ▽7:35 美味しく食べてヘルスケア ▽7:45 羽田美智子のいってらっしゃい（ニッポン放送） ▽8:00 話題のアンテナ 日本全国8時です（TBSラジオ） ▽8:15 けんずろうの元気いっぱい! ▽8:20 武田鉄矢・今朝の三枚おろし（文化放送） ▽10:30 テレフォン人生相談（ニッポン放送） | 7:00 朝わい!くりっぷ ▽7:10 お早う!ニュースネットワーク（ニッポン放送） ▽7:25 いってらっしゃい!忘れてませんか?交通安全ルール ▽7:30 青森県広報タイム（月曜 - 木曜） ▽7:35 美味しく食べてヘルスケア ▽7:45 羽田美智子のいってらっしゃい（ニッポン放送） ▽8:00 話題のアンテナ 日本全国8時です（TBSラジオ） ▽8:15 けんずろうの元気いっぱい! ▽8:20 武田鉄矢・今朝の三枚おろし（文化放送） ▽10:30 テレフォン人生相談（ニッポン放送） |
| 10                                       | 7:00 朝わい!くりっぷ ▽7:10 お早う!ニュースネットワーク（ニッポン放送） ▽7:25 いってらっしゃい!忘れてませんか?交通安全ルール ▽7:30 青森県広報タイム（月曜 - 木曜） ▽7:35 美味しく食べてヘルスケア ▽7:45 羽田美智子のいってらっしゃい（ニッポン放送） ▽8:00 話題のアンテナ 日本全国8時です（TBSラジオ） ▽8:15 けんずろうの元気いっぱい! ▽8:20 武田鉄矢・今朝の三枚おろし（文化放送） ▽10:30 テレフォン人生相談（ニッポン放送） | 7:00 朝わい!くりっぷ ▽7:10 お早う!ニュースネットワーク（ニッポン放送） ▽7:25 いってらっしゃい!忘れてませんか?交通安全ルール ▽7:30 青森県広報タイム（月曜 - 木曜） ▽7:35 美味しく食べてヘルスケア ▽7:45 羽田美智子のいってらっしゃい（ニッポン放送） ▽8:00 話題のアンテナ 日本全国8時です（TBSラジオ） ▽8:15 けんずろうの元気いっぱい! ▽8:20 武田鉄矢・今朝の三枚おろし（文化放送） ▽10:30 テレフォン人生相談（ニッポン放送） | 7:00 朝わい!くりっぷ ▽7:10 お早う!ニュースネットワーク（ニッポン放送） ▽7:25 いってらっしゃい!忘れてませんか?交通安全ルール ▽7:30 青森県広報タイム（月曜 - 木曜） ▽7:35 美味しく食べてヘルスケア ▽7:45 羽田美智子のいってらっしゃい（ニッポン放送） ▽8:00 話題のアンテナ 日本全国8時です（TBSラジオ） ▽8:15 けんずろうの元気いっぱい! ▽8:20 武田鉄矢・今朝の三枚おろし（文化放送） ▽10:30 テレフォン人生相談（ニッポン放送） | 7:00 朝わい!くりっぷ ▽7:10 お早う!ニュースネットワーク（ニッポン放送） ▽7:25 いってらっしゃい!忘れてませんか?交通安全ルール ▽7:30 青森県広報タイム（月曜 - 木曜） ▽7:35 美味しく食べてヘルスケア ▽7:45 羽田美智子のいってらっしゃい（ニッポン放送） ▽8:00 話題のアンテナ 日本全国8時です（TBSラジオ） ▽8:15 けんずろうの元気いっぱい! ▽8:20 武田鉄矢・今朝の三枚おろし（文化放送） ▽10:30 テレフォン人生相談（ニッポン放送） | 7:00 朝わい!くりっぷ ▽7:10 お早う!ニュースネットワーク（ニッポン放送） ▽7:25 いってらっしゃい!忘れてませんか?交通安全ルール ▽7:30 青森県広報タイム（月曜 - 木曜） ▽7:35 美味しく食べてヘルスケア ▽7:45 羽田美智子のいってらっしゃい（ニッポン放送） ▽8:00 話題のアンテナ 日本全国8時です（TBSラジオ） ▽8:15 けんずろうの元気いっぱい! ▽8:20 武田鉄矢・今朝の三枚おろし（文化放送） ▽10:30 テレフォン人生相談（ニッポン放送） |
| 11                                       | 11:00 東奥日報ニュース | 11:00 東奥日報ニュース | 11:00 東奥日報ニュース | 11:00 東奥日報ニュース | 11:00 東奥日報ニュース |
| 11                                       | 11:05 大竹発見伝∼ザ・ゴールデンヒストリー（文化放送） | | | | |
| 11                                       | 11:15 歌謡喫茶・昭和（かしわプロダクション） | 11:15 歌謡喫茶・昭和（かしわプロダクション） | 11:15 歌謡喫茶・昭和（かしわプロダクション） | 11:15 歌謡喫茶・昭和（かしわプロダクション） | 11:15 麻生しおりのアップルパラダイス |
| 11                                       | 11:20 スグクル!クルマ☆買取りんGO! | 11:20 スグクル!クルマ☆買取りんGO! | 11:20 リデアでモーター・ホビー買取りまSHOW! | 11:15 歌謡喫茶・昭和（かしわプロダクション） | 11:20 リデアでモーター・ホビー買取りまSHOW! |
| 11                                       | 11:25 河村通夫の大自然まるかじりライフ（マール） | | | | |
| 11                                       | 11:35 八神純子 MUSIC TOWN（かしわプロダクション） | | | | |
| 11                                       | 11:45 森野熊八 グルメタイム〜（ニッポン放送） | | | | |
| 11                                       | 11:55 らじすく!エア ▽13:05 朗読のヒロバ（金曜）（TBSラジオ） ▽15:05 はいうぇい 人街ネット青森（金曜、企画ネット番組） | | | | |
| 12                                       | | | | | |
| 13                                       | | | | | |
| 14                                       | | | | | |
| 15                                       | | | | | |
| 16                                       | 16:00 東奥日報ニュース | 16:00 東奥日報ニュース | 16:00 東奥日報ニュース | 16:00 東奥日報ニュース | 16:00 東奥日報ニュース |
| 16                                       | 16:05 天気予報 | | | | |
| 16                                       | 16:10 魅惑のヒットパレード | | | | |
| 16                                       | 16:25 健康テンミニッツ | | | | |
| 16                                       | 16:35 あなたにハッピー・メロディ（ニッポン放送） | | | | |
| 16                                       | 16:45 とよあきクリニックの地域活き活きライフ | 16:45 ベストミュージックコレクション・ジャパン（かしわプロダクション） | 16:45 ベストミュージックコレクション・ジャパン（かしわプロダクション） | 16:45 ベストミュージックコレクション・ジャパン（かしわプロダクション） | 16:45 ベストミュージックコレクション・ジャパン（かしわプロダクション） |
| 16                                       | 16:50 ラジカセメモリーズ（文化放送） | | | | |
| 17                                       | 17:00 ニュース・パレード（文化放送） | 17:00 ニュース・パレード（文化放送） | 17:00 ニュース・パレード（文化放送） | 17:00 ニュース・パレード（文化放送） | 17:00 ニュース・パレード（文化放送） |
| 17                                       | 17:15 RABニュース&ウェザ－ | | | | |
| 17                                       | 17:25 身近なことからSDGs | | | | |
| 17                                       | 17:30 ネットワークトゥデイ（TBSラジオ） | | | | |
| 17                                       | 17:45 ドライバーズJ | | | | |
| 18                                       | 18:00 RABイブニングニュース&ウェザー | 18:00 RABイブニングニュース&ウェザー | 18:00 RABイブニングニュース&ウェザー | 18:00 RABイブニングニュース&ウェザー | 18:00 RABイブニングニュース&ウェザー |
| 18                                       | 18:10 荻原次晴のニッポン応援団（かしわプロダクション） | | | | |
| 18                                       | 18:20 聴いて! | 18:20 聴いて! | 18:20 聴いて! | 18:20 聴いて! | 18:20 聴いて! |
| 18                                       | 18:20 聴いて! | 18:20 聴いて! | 18:25 RABゴールデンナイター | | |
| 18                                       | 18:30 解決!知っ得プレミアム | 18:30 イモトアヤコのすっぴんしゃん（TBSラジオ） | | | |
| 18                                       | 18:45 山口勝平のモンキーラジオ | 18:30 イモトアヤコのすっぴんしゃん（TBSラジオ） | | | |
| 19                                       | 19:00 伊奈かっぺい・旅の空うわの空 | 19:00 荻上チキ・Session（TBSラジオ） | | | |
| 20                                       | 19:00 伊奈かっぺい・旅の空うわの空 | 20:00 アフター6ジャンクション2（TBSラジオ） | | | |
| 20                                       | 20:30 加藤さんと山口くん（STVラジオ） | 20:00 アフター6ジャンクション2（TBSラジオ） | | | |
| 21                                       | 21:00 佐藤竹善 from Sing Like Talking「レコード部屋」（静岡放送） | 21:00 音楽☆とらのアナ（火曜会） | 21:00 RABミュージックCube 『RABゴールデンナイター』の放送が延長した場合、短縮もしくは休止となる。 | 21:00 RABミュージックCube 『RABゴールデンナイター』の放送が延長した場合、短縮もしくは休止となる。 | 21:00 RABミュージックCube 『RABゴールデンナイター』の放送が延長した場合、短縮もしくは休止となる。 |
| 21                                       | 21:30 雨ふらしカルテットのAOMORI NIGHT | 21:30 志の輔&雷鳥のなんでか?ニッポン（北日本放送） | 21:00 RABミュージックCube 『RABゴールデンナイター』の放送が延長した場合、短縮もしくは休止となる。 | 21:00 RABミュージックCube 『RABゴールデンナイター』の放送が延長した場合、短縮もしくは休止となる。 | 21:00 RABミュージックCube 『RABゴールデンナイター』の放送が延長した場合、短縮もしくは休止となる。 |
| 21                                       | 21:45 RAB 月曜夜話 | 21:30 志の輔&雷鳥のなんでか?ニッポン（北日本放送） | 21:00 RABミュージックCube 『RABゴールデンナイター』の放送が延長した場合、短縮もしくは休止となる。 | 21:00 RABミュージックCube 『RABゴールデンナイター』の放送が延長した場合、短縮もしくは休止となる。 | 21:00 RABミュージックCube 『RABゴールデンナイター』の放送が延長した場合、短縮もしくは休止となる。 |
| 22                                       | 22:00 オールナイトニッポン MUSIC10（ニッポン放送） | 22:00 オールナイトニッポン MUSIC10（ニッポン放送） | 22:00 オールナイトニッポン MUSIC10（ニッポン放送） | 22:00 オールナイトニッポン MUSIC10（ニッポン放送） | 22:00 オールナイトニッポンGOLD（ニッポン放送） |
| 23                                       | 22:00 オールナイトニッポン MUSIC10（ニッポン放送） | 22:00 オールナイトニッポン MUSIC10（ニッポン放送） | 22:00 オールナイトニッポン MUSIC10（ニッポン放送） | 22:00 オールナイトニッポン MUSIC10（ニッポン放送） | 22:00 オールナイトニッポンGOLD（ニッポン放送） |
| 0                                        | 0:00 レコメン!（文化放送） | 0:00 レコメン!（文化放送） | 0:00 レコメン!（文化放送） | 0:00 レコメン!（文化放送） | 0:00 嵐・相葉雅紀のレコメン!アラシリミックス （文化放送） |
| 1                                        | 1:00 山田裕貴の オールナイトニッポン（ニッポン放送） | 1:00 星野源の オールナイトニッポン（ニッポン放送） | 1:00 乃木坂46の オールナイトニッポン（ニッポン放送） | 1:00 ナインティナインの オールナイトニッポン（ニッポン放送） | 1:00 霜降り明星の オールナイトニッポン（ニッポン放送） |
| 2                                        | 1:00 山田裕貴の オールナイトニッポン（ニッポン放送） | 1:00 星野源の オールナイトニッポン（ニッポン放送） | 1:00 乃木坂46の オールナイトニッポン（ニッポン放送） | 1:00 ナインティナインの オールナイトニッポン（ニッポン放送） | 1:00 霜降り明星の オールナイトニッポン（ニッポン放送） |
| 3                                        | 3:00 キタニタツヤの オールナイトニッポン0(ZERO)（ニッポン放送） | 3:00 あのの オールナイトニッポン0(ZERO)（ニッポン放送） | 3:00 佐久間宣行の オールナイトニッポン0(ZERO)（ニッポン放送） | 3:00 マヂカルラブリーの オールナイトニッポン0(ZERO)（ニッポン放送） | 3:00 三四郎の オールナイトニッポン0 (ZERO) （ニッポン放送） |
| 4                                        | 3:00 キタニタツヤの オールナイトニッポン0(ZERO)（ニッポン放送） | 3:00 あのの オールナイトニッポン0(ZERO)（ニッポン放送） | 3:00 佐久間宣行の オールナイトニッポン0(ZERO)（ニッポン放送） | 3:00 マヂカルラブリーの オールナイトニッポン0(ZERO)（ニッポン放送） | 3:00 三四郎の オールナイトニッポン0 (ZERO) （ニッポン放送） |
| 4:30 上柳昌彦 あさぼらけ（ニッポン放送） | | | | | 3:00 三四郎の オールナイトニッポン0 (ZERO) （ニッポン放送） |

#### 週末
| 時 | 土曜日                                                                                       | 日曜日                                                          |
| -- | -------------------------------------------------------------------------------------------- | --------------------------------------------------------------- |
| 5  | 5:00 唄っこいいもの                                                                          | 5:00 福田こうへいのゆっくり行ぐべぇ〜（IBC岩手放送）            |
| 5  | 5:00 唄っこいいもの                                                                          | 5:15 水森英夫のチップイン歌謡曲（火曜会・スバルプランニング）   |
| 5  | 5:30 納得健康15分                                                                            |                                                                 |
| 5  | 5:45 あの日、あの歌                                                                          | 5:45 今旬!インフォメーション                                    |
| 5  | 5:50 農事情報                                                                                | 5:45 今旬!インフォメーション                                    |
| 6  | 6:00 毎日元気!毎日笑顔!の『健康劇場』                                                        | 6:00 1万年堂出版の時間                                          |
| 6  | 6:15 畑でグラッチェ（毎月最終週を除く）あなたとRAB（毎月最終週）                             | 6:15 あの日、あの歌                                             |
| 6  | 6:15 畑でグラッチェ（毎月最終週を除く）あなたとRAB（毎月最終週）                             | 6:25 健康生活インフォメーション                                 |
| 6  | 6:30 由紀さおり ハッピーモーニング（かしわプロダクション）あおもり長寿セミナー（毎月最終週） |                                                                 |
| 6  | 6:40 RAB耳の新聞                                                                             |                                                                 |
| 7  | 7:00 東奥日報ニュース                                                                        | 7:00 録音風物誌（火曜会）                                       |
| 7  | 7:07 天気予報                                                                                | 7:00 録音風物誌（火曜会）                                       |
| 7  | 7:10 健康生活インフォメーション                                                              | 7:10 ミュージック白書～Artist History～（かしわプロダクション） |
| 7  | 7:10 健康生活インフォメーション                                                              | 7:20 おはよう!ニッポン全国消防団（ニッポン放送）                |
| 7  | 7:25 岡田照幸のタッチはピアニッシモ                                                          |                                                                 |
| 7  | 7:30 週刊 なるほど!ニッポン（ニッポン放送）                                                  |                                                                 |
| 7  | 7:40 元気スイッチ                                                                            |                                                                 |
| 7  | 7:55 東奥日報ニュース                                                                        |                                                                 |
| 8  | 8:00 話題のアンテナ 日本全国8時です（TBSラジオ）                                             | 8:00 お仕事マル秘ヒストリー                                     |
| 8  | 8:15 耳より健康便り                                                                          | 8:15 わくわくお届け便                                           |
| 8  | 8:30 季節の物語                                                                              | 8:30 まいどあり〜。                                             |
| 8  | 8:35 青森港400年ものがたり                                                                   | 8:30 まいどあり〜。                                             |
| 8  | 8:45 Buy Now                                                                                 | 8:45 ベストミュージックコレクション                             |
| 8  | 8:45 Buy Now                                                                                 | 8:50 サンデー・ラジオクリニック                                 |
| 9  | 9:00 麻生しおりの土曜はキュン                                                                | 9:00 東奥日報ニュース（12月 - 3月はハロースキーダイヤル）       |
| 9  | 9:00 麻生しおりの土曜はキュン                                                                | 9:05 桜田マコト 風のうた、音の旅（八戸支社）                    |
| 9  | 9:00 麻生しおりの土曜はキュン                                                                | 9:30 サエラの想いで散歩道                                       |
| 10 | 9:00 麻生しおりの土曜はキュン                                                                | 10:00 あいした!!おさんぽ日曜日（八戸支社）                      |
| 11 | 9:00 麻生しおりの土曜はキュン                                                                | 11:00 東奥日報ニュース                                          |
| 11 | 9:00 麻生しおりの土曜はキュン                                                                | 11:05 藤田恵美のかみつれ雑貨店（マール）                        |
| 11 | 9:00 麻生しおりの土曜はキュン                                                                | 11:30 純烈 スーパー銭湯!!（かしわプロダクション）               |
| 12 | 12:00 東奥日報ニュース                                                                       | 12:00 らじ丸にっち! ▽14:30 ラジオ版サンデー流暮らしの知恵袋     |
| 12 | 12:05 天気予報                                                                               | 12:00 らじ丸にっち! ▽14:30 ラジオ版サンデー流暮らしの知恵袋     |
| 12 | 12:10 サザン・ヒッツ                                                                         | 12:00 らじ丸にっち! ▽14:30 ラジオ版サンデー流暮らしの知恵袋     |
| 12 | 12:30 伊奈かっぺい・ことわざのわざ                                                           | 12:00 らじ丸にっち! ▽14:30 ラジオ版サンデー流暮らしの知恵袋     |
| 13 | 13:00 十日市秀悦のサタデー横丁 ▽15時台 中央競馬実況中継（ラジオ日経）                        | 12:00 らじ丸にっち! ▽14:30 ラジオ版サンデー流暮らしの知恵袋     |
| 14 | 13:00 十日市秀悦のサタデー横丁 ▽15時台 中央競馬実況中継（ラジオ日経）                        | 12:00 らじ丸にっち! ▽14:30 ラジオ版サンデー流暮らしの知恵袋     |
| 15 | 13:00 十日市秀悦のサタデー横丁 ▽15時台 中央競馬実況中継（ラジオ日経）                        | 15:00 中央競馬実況中継（ラジオNIKKEI）                          |
| 16 | 16:00 ふれあい八戸土曜スタジオ（八戸支社）                                                   | 16:00 Nissho プレゼンツ 渡部絵美の住まいるハウス（TBSラジオ）   |
| 16 | 16:00 ふれあい八戸土曜スタジオ（八戸支社）                                                   | 16:30 なかじまみか ことの葉がたり（八戸支社）                   |
| 16 | 16:50 サウンドスケッチ                                                                       |                                                                 |
| 17 | 17:00 らぶひろ（弘前支社）                                                                   | 17:00 納得健康15分                                              |
| 17 | 17:00 らぶひろ（弘前支社）                                                                   | 17:15 たんぽぽの綿毛time♪                                       |
| 17 | 17:00 らぶひろ（弘前支社）                                                                   | 17:30 亀渕昭信のお宝POPS（火曜会）                              |
| 17 | 17:45 ウィークエンドネットワーク（TBSラジオ）                                                | 17:45 Buy Now                                                   |
| 17 | 17:50 鈴木康博 フォークソング・メモリーズ（かしわプロダクション）                            | 17:45 Buy Now                                                   |
| 18 | 18:00 東奥日報ニュース                                                                       | 18:00 東奥日報ニュース                                          |
| 18 | 18:05 美酒、きき酒、語り酒（マール）                                                         | 18:05 ラジオのそばで ～エンジョイ!リクエスト～                  |
| 18 | 18:15 旬!SHUN!ピックアップ                                                                   | 18:05 ラジオのそばで ～エンジョイ!リクエスト～                  |
| 18 | 18:30 張間陽子のハリコレ!                                                                    | 18:05 ラジオのそばで ～エンジョイ!リクエスト～                  |
| 19 | 19:00 D2                                                                                     | 19:00 香澄の江差恋歌（STVラジオ）                               |
| 19 | 19:30 土曜はDON                                                                              | 19:30 島津悦子のあなたと1800秒                                  |
| 20 | 19:30 土曜はDON                                                                              | 20:00 なにわ男子の初心ラジ!（ニッポン放送）                     |
| 21 | 19:30 土曜はDON                                                                              | 21:00 かまいたちのヘイ!タクシー!（TBSラジオ）                   |
| 21 | 19:30 土曜はDON                                                                              | 21:30 #みちょパラ（ニッポン放送）                               |
| 22 | 22:00 スタンド・バイ・見取り図（TBSラジオ）                                                  | 22:00 編集長 稲垣吾郎（文化放送）                               |
| 22 | 22:00 スタンド・バイ・見取り図（TBSラジオ）                                                  | 22:30 ももいろクローバーZ ももクロくらぶxoxo（ニッポン放送）    |
| 23 | 23:00 Snow Manの素のまんま（文化放送）                                                       | 23:00 ハライチのターン!（TBSラジオ）                            |
| 23 | 23:30 SixTONESのオールナイトニッポンサタデースペシャル（ニッポン放送）                       | 23:00 ハライチのターン!（TBSラジオ）                            |
| 0  | 0:00 ちょんまげ ザ★土管ラジオ                                                                |                                                                 |
| 0  | （0:30 - 4:00 放送休止）                                                                     |                                                                 |
| 1  | 1:00 オードリーのオールナイトニッポン（ニッポン放送）                                        |                                                                 |
| 2  | 1:00 オードリーのオールナイトニッポン（ニッポン放送）                                        |                                                                 |
| 3  | 3:00 空気階段の踊り場（TBSラジオ）                                                           |                                                                 |
| 4  | 4:00 THE BEATLES 10（アール・エフ・ラジオ日本）                                              | 4:00 にゅーとぴ♪（TBSラジオ）                                   |

#### 期間限定番組
- RABゴールデンナイター（4月 - 9月 / 水曜 - 金曜 18:25 - 21:00・最大で21:56まで延長される。）
  - ただし、火曜日に弘前市のはるか夢球場で東北楽天ゴールデンイーグルス主催試合が開催される場合は、通常放送されるアフター6ジャンクション→荻上チキ・Session（TBSラジオ）を休止し、TBCパワフルベースボールのネット受けで、本番組を放送する。
- フレッシュタイム（火曜 - 金曜 18:30 - 18:45・プロ野球ナイター中継オフシーズンに放送）
- kira-kira☆枠（プロ野球ナイター中継オフシーズン、火曜 - 金曜 21時台）
  - みなみをミテ☆（火曜 21:00 - 21:30）
  - あこがれJourney（水曜 21:00 - 21:30）
  - サカイやさかい（水曜 21:30 - 22:00）
  - Chihi Rock!!（木曜 21:00 - 21:30）
  - DJスガワラ（木曜 21:30 - 22:00） 
  - Elly's kitchen（金曜 21:00 - 22:00）
- RABミュージックCube（プロ野球ナイター中継シーズン、水曜-金曜 21:00-22:00）[注釈 27]
- 青森県民駅伝競走大会（9月第1日曜 11:30 - 14:30）
- 津軽弁の日（11月第1・第2日曜の午後に放送[91]）
- RABラジオ・チャリティー・ミュージックソン（2005年までは12月24日 12:00 - 25日 12:00 / 2006年以降は11:55 - 16:00過ぎ[注釈 28]まで）
- 12月24日から12月25日にかけて放送される『ラジオ・チャリティー・ミュージックソン』と放送時間が重なる番組は、下記ネット番組と併せ番組休止または放送時間が変更される。
- 同様に毎年7月中・下旬に開催される夏の高校野球青森大会の中継がある日も、下記ネット番組と併せ放送時間の変更及び番組休止が実施される。
- 春のゴールデンウィーク期間や8月の旧盆期間には、ローカルワイド番組内で通常の道路交通情報のほかに、青森・八戸・弘前各市のタクシー会社の協力を含めた「行楽地交通情報」を放送する。
- RAB杯カラオケ選手権大会（不定期の日曜 9:00 - 9:55・16:00 - 17:00・18:05 - 19:00のいずれか）

#### 地域別の番組・CMについて
- 日中の一部時間帯や番組では3地域において異なるCMが流れている。3地域は3放送局および3中継局を「青森放送局 （JOGR）・野辺地中継局」「弘前放送局（JOGE）・深浦中継局」「八戸放送局（JOGO）・十和田中継局」に分かれる。
  - 異なるCMが流れている（スポンサーがついている）番組 - 8時35分頃の交通情報（『今日も!あさぷり』内）、『大自然まるかじりライフ』、プッシュプッシュプッシュとラジオ伝言板（『あおもりTODAY』内）
- さらに、土曜 16:00 - 17:00はこの3地域ごとにそれぞれ違う番組（上記）が放送されている。

ただし、2006年10月 - 2009年9月（厳密には同年10月3日）まで青森・野辺地エリアでは、ネット番組（『高田純次・河合美智子の東京パラダイス』）を放送していた。

#### ラジオ番組とのコラボ商品
- 青森放送のラジオ番組と「工藤パン」がコラボして、菓子パンの期間限定販売を行っている。
  - 2014年は、「青森放送ラジオ」とラジオ番組の『GO!GO!らじ丸』『麻生しおりの土曜はキュン』とコラボして
「イギリストースト」をベースとした菓子パン3種類を10月に販売した。
    - RABラジオプロデュースとしては「イギリストースト・青森県産キャロットジャム」を販売した[92][93]。

### 過去に放送した番組

#### 自社制作
平日早朝
- 岡田照幸のおと日記（月 - 金曜 5:00 - 5:10、土曜 5:00 - 5:50 1996年4月 - 1996年9月）
- 朝の民謡（月 - 金曜 5:00 - 5:10）

平日朝
- Morning Stretch Radio（月 - 金曜 6:30 - 6:37 2016年3月28日 - 2017年3月31日）
- うたあきッ（月曜 - 金曜 6:30 - 6:37 2017年4月3日 - ）
- おはようワイドあおもり（1982年4月 - 2006年9月29日）
- JFマリンバンク海の天気予報（月 - 金曜 6:37 - 6:40 企画ネット番組、2014年3月28日まで「今日も元気だ!お達者ラジオ」に内包していた。）
- 今日ってどんな日?（月 - 金曜 7:40 - 7:45）
- ニュース&ウェザー750（月曜 - 金曜 7:50 - 8:00 2007年9月28日 - 2009年3月31日）
- 朝ワイ!ダッシュ（2016年4月4日 - 2023年3月31日）
- 歌のない歌謡曲（JRN系企画ネット番組 1953年10月7日（サービス放送開始日） - 2023年9月29日）

平日午前
- リビングワイドあおもり
- 卍の城物語（月 - 金曜 11:35 - 11:45・1995年 - 2016年4月1日）
- 今日も!あさぷり（2006年10月2日 - 2023年3月31日）

平日昼
- ミュージックレンジ お昼だチン!（1991年4月 - 1997年3月）
- お昼はいただきミュージックランチ（1997年4月 - 2006年9月29日）
- あおもりTODAY（月 - 金曜 11:55 - 15:00）（2003年 - 2014年9月26日）
- 大相撲をより面白く観る方法（月 - 金曜 13:15 - 13:20、1997年 - 2017年9月29日）

平日午後
- AN-HITORI（月 - 金曜 15:00 - 16:00 2012年10月1日 - 2014年9月26日）
- 森に耳あり章二に目あり（2007年4月2日 - 12月29日）
- GO!GO!らじ丸（2014年9月29日 - 2023年3月31日）

平日夕方
- 海の気象ニュース（月 - 金曜 16:45 - 16:50、2006年9月29日まで「あおもりTODAY」に内包していた。）
- Chill wiz time（月 - 金曜 18:16 - 18:25）
- RABニュースレーダー（ラジオ版）（月 - 金曜 18:00 - 18:16、1999年10月4日 - 2022年4月1日）
- あこもこジョッキー（2014年3月31日 - 2023年3月31日）

平日夜
- MUSIC TOY BOX（月 - 金曜 18:30 - 18:45）プロ野球ナイター中継オフシーズンに放送
- らぶりん かおりん（火曜 - 金曜 18:25 - 18:30 プロ野球ナイター中継オフシーズン限定）
- 音楽しりとり（20:55 - 21:00 プロ野球ナイター中継オフシーズン限定）
- ナイトブリッジ・フォー・ユー（1969年10月5日 - 2006年3月31日）
- メルシャンナイト 誰かとワインを（70年代。出演：渡辺靖彰＝モータージャーナリスト）

平日深夜
- RAB MIDNIGHT TRAIN（2001年4月 - 2004年3月）

金曜日
- モーニングCube（金曜 7:30 - 7:35、 - 2016年3月25日）

土曜日
- あおいのMusicトラベルデスク（土曜 5:00 - 5:50、1997年4月 - 1998年3月）
- モーニングプロナード（土曜 6:15 - 6:30、1996年4月 - ）
- ニュース&ウェザー（土曜 8:15 - 8:20、2009年4月4日 - 2010年3月27日）
- チャージアップ（土曜 8:20 - 8:45、2009年4月4日 - 2010年3月27日）
- happiness Shower（土曜 8:30 - 8:45）
- 土曜 トモラジ いいね（9:00 - 12:00、2012年10月6日 - 2014年9月27日）
- みかの御当地グルめぐり!（土曜 12:10 - 12:20、2012年10月6日 - 、2012年9月29日まで「サタデー夢ラジオ」の13時台に内包）
- ハートフルサタデー（1986年4月12日 - 1989年7月29日）
- ぴっといんサタデー（1979年4月7日 - 1989年7月29日）
- 成田洋明とサタデー夢ラジオ（土曜 9:00 - 16:00、 - 2012年9月29日）
- おはよう!ひろのタイム（第4週土曜、2013年2月 - 3月は第3週土曜 8:15 - 8:25、2012年5月26日 - 2013年3月23日）
- こちら松森一丁目らじお倶楽部（土曜 16:00 - 17:00、2009年10月10日 - 2017年3月25日）- 青森局・野辺地局のみでの放送
- HOTひろさき（土曜 16:50 - 17:45、1989年8月5日 - 2022年3月26日）[注釈 29]
- スター☆ラジオ（土曜 17:10 - 17:40）
- 土曜の夜はMipoとアラモード（土曜 20:00 - 21:00、1995年10月 - 1996年3月）
- 土曜ワラッター!（土曜 18:05 - 23:30、2006年10月7日 - 2016年3月26日）
- うたラジ（2002年4月 - 2006年9月30日）
- STUDIO C2 SQUARE
- 次郎長裁判（土曜 23:00 - 23:30）
- こちらカラオケ屋本舗Bスタジオ

日曜日
- おはようございます RABラジオです（日曜 5:00 - 5:30）
- ビバ!しんまち（70年代。青森市新町通り歩行者天国からの公開生放送）
- ピックアップ・ミュージック（日曜 7:10 - 7:20、2016年3月27日までは20:55 - 21:00の放送）
- くわトロMusic♪（日曜 8:45 - 8:50、2018年4月8日 - 2021年9月26日）
- うっちゃん・みかちゃんの県南おもしろ事件簿（日曜 10:00 - 11:00、八戸支社制作、1999年10月3日 - 2022年3月27日、出演者の中島美華の大学進学に伴い2022年4月から1年間番組が休止となった。2023年4月からは、単発扱いでの放送となる。）
- ホリデーインサンロード
- 日曜わいわいサンロード
- にちよう1時サンロード
- 日曜電リクHOTHITパレード
- どーんと日曜大行進!（1989年9月3日 - 1993年3月28日）
- 1時です 日曜の1→4時です 日曜の1
- 月刊ラジオ わくわくサンデー
- 日曜らくだ倶楽部（1996年10月 - 1998年3月）
- 映画音楽シアター（ - 2005年4月3日）
- ナイスミドル!?天下無敵のサラリーマン（日曜 20:00 - 21:00、1998年10月 - 1999年3月）
- RABサンデースポーツ（日曜 17:30 - 18:00、1996年4月 - ）
- あおいのこの紋どころが耳に入らぬか（日曜 20:00 - 21:00、1995年10月 - 1996年3月）
- 良平のラジオにおいでよ!!（2000年4月2日 - 2023年3月26日）
- 吉幾三のな・な・ま・るグラフィティ（日曜 18:05 - 18:20、2022年4月3日 - 2023年3月26日）
- かすみの聴いでけ!!唄っこ♪話ッコ!（日曜 18:20 - 19:00、2021年10月 - 2023年3月26日）

その他
- ハイローザ・サンデー・サロン
- ハイローザサウンドカプセル
- ハイローザそれゆけトゥインクルカプセル
- さわやかさんかくまたきてアスパム
- ウィークエンドシネマジョッキー
- メルシャンハッピィジョッキー
- んにゃまたジョッキー（70年代。出演：斎藤又四郎＝津軽漫芸＆民謡歌手）
- SAY! MUSIC FELLOW（金曜 24:00 - 25:00、1983年8月14日 - 1987年3月）
- 週刊SEE!SEE!SEE!（金曜 24:00 - 25:00、1987年4月 - ）
- 頭脳ワンダーランド
- 吉幾三のけっぱれBanBanジョッキー（土曜 14:30 - 15:00 1977年頃 - ）
- ツジタクのでんでん・もしもし・こちら歌謡局（水曜 20:00 - 22:00、1996年10月 - 1997年3月）
- 美穂子と120分タウリンビート20（火曜 20:00 - 22:00、1997年10月 - 1998年3月）
- BrainChild!（RAB初ゲーム専門番組 1996年4月 - 2000年3月）
- 月曜電リクヒット歌謡リタンーズ
- プラネット・J（1999年4月 - 2002年3月）
- 金曜ワラッター!→木曜・金曜ワラッター!→金曜ワラッター!Mote2大放送→ワラッターSUPER（1991年4月 - 2002年3月）
- 倶楽部Time Walker（1999年4月 - 2004年3月）
- 演歌の達人→原口太平のえんかの達人（1996年4月 - 2004年3月）
- 平成アニメ合戦アスパム
- RAB・TOP HIT
- さめちゃんの働いてナンボ
- さめちゃんの映画人生
- しあわせスイッチ!（2003年10月 - 2005年3月）
- ウイークリートピックス（1期は1999年から2001年、2期は2005年度）
- MUSIC Heart-Land（青森放送局・野辺地中継局のみでの放送 2004年4月 - 2006年9月30日）
- まどかのランKINGQUEEN
- おしゃれにイングリッシュタイム
- おめでとサンワドー（元日限定番組 12:00 - 16:00、 - 2008年1月1日）
- シネマテーク9（2002年4月 - 2008年6月28日）
- 天国への手紙（2002年8月 - 2008年12月27日）
- うっちゃんの今すぐ話せる津軽弁（2007年 - 2008年）
- あおもりIN東京 - 東京支社制作
- 鈴木雅之 30のヒミツ（17:00 - 17:15、2010年2月7日 - 9月26日）
- 青森発!元気印ラジオ 梅沢富美男のシャキットするべぇ!!（8:25 - 8:45） - RAB企画制作（2012年7月8日 - 2013年6月29日）
- 星 一曲!（日曜 20:55 - 21:00、プロ野球ナイター中継オフシーズン限定）
- 夕暮れミュージック（火 - 金曜 18:25 - 18:30、2012年10月2日 - 2013年3月29日）
- にっぽんの歌、こころの歌（5:45 - 6:00）
- 今日も元気だ!お達者ラジオ（月 - 金曜 6:30 - 6:40 、 - 2014年3月28日）
- 聴いて!（月 - 金曜 17:45 - 17:50、 - 2014年3月28日）
- ほんじゃまたMUSIC（月曜 18:16 - 18:20、水 - 金曜 18:16 - 18:25、 - 2014年3月28日）
- SCHOOL OF RADIO（木曜 21:00 - 21:50）プロ野球ナイター中継オフシーズンに放送 （ - 2014年3月）
- お達者ラジオさたでー（土曜 5:30 - 5:45）（〜2014年3月29日）
- 作って、売って、味わって!〜青森未来の農林水産業（土曜 8:25 - 8:45、2013年9月7日 - 2014年3月29日）
- いっトク!韓国!（日曜 8:30 - 8:50）（ - 2014年3月30日）
- love aomori project（日曜 17:45 - 18:00、2013年10月6日 - 2014年3月30日）
- うきぐものうたをひとつ（月曜 18:25 - 19:00）プロ野球ナイター中継オフシーズン日曜 23:00 - 23:30、2013年10月6日 - 2014年3月30日）（2003年 - 2014年9月22日）
- 頑張れ!!サラリーマン（17:30 - 17:45、2014年4月5日 - 2014年9月27日）
- 朝から!?スガワラ（8:00 - 8:10、2014年9月28日 - 2015年3月29日、2014年4月6日 - 2014年9月21日は、8:00 - 8:20の放送）
- ハニーなラジオ（月・水 - 金曜 18:16 - 18:25・2014年3月31日 - 2015年3月27日）
- おれイチMUSIC（月 - 金曜 18:25 - 18:30、2014年9月29日 - 2015年3月27日）
- 一家らん♪らん♪（8:15 - 8:45、2014年4月6日 - 2015年9月26日）
- アーサーの亜米加利ラジオ（第2・4・5週 6:30 - 7:00、2014年10月11日 - 2016年3月12日）
- RABラジオ劇場 青函トンネル物語（8:30 - 8:45、2016年4月2日 - 2016年9月24日、2017年4月1日 - 2017年9月30日）
- Brunch Time（火曜・木曜 11:20 - 11:25、 - 2018年3月27日）
- Music Journey（8:45 - 8:50、2014年4月6日 - 2018年4月1日、2014年3月30日までは、20:55 - 21:00の放送）
- ちょびっトレンド（火曜・木曜 11:20 - 11:25 2018年4月3日 - ）
- Yuka-Rhythm（火曜 21:00 - 21:50）プロ野球ナイター中継オフシーズンに放送 
  - かつて毎年3月には県立高校の合格者氏名を放送していたが、プライバシーの問題から中止となった。[要出典]
- 「津軽・中世の藤崎」リターンズ（? - 2022年9月）
- RAB SPORTS WAVE（? - 2022年9月）[注釈 30]

## テレビ

### テレビネットワークの移り変わり
- 1959年（昭和34年）10月1日 - テレビ放送開始。日本テレビ・ラジオ東京テレビ（後の東京放送、現・TBSテレビ）・フジテレビ・日本教育テレビ（NET、現・テレビ朝日）とネットを組む。当時唯一のニュース系列であるJNNに加盟しようとしたが、北海道道南や岩手県北部及び秋田県北部までの広いエリアであった事でアナログ1chの特性を生かした放送エリアをもて余してしまい営業面で影響が出てRABに大手のスポンサーなどがつかなくなる事や当時、日本テレビがカラー放送の技術を持っていた事などから加入先を変更、9月25日15:00からの大相撲中継から番組編成の基本を日本テレビと定めた[注釈 31]。
- 1966年（昭和41年）4月1日 - ニュースネットワークNNNに加盟。ニュースは日本テレビフルネット、それ以外はフリーネットとなった。
- 1967年（昭和42年）6月 - 民間放送教育協会に加盟。
- 1969年（昭和44年）12月1日 - ATVの開局により東京放送（現・TBSテレビ）の大半の番組、NETテレビ・フジテレビの一部番組が移行[注釈 32]。
- 1972年（昭和47年）6月14日 - この日発足したNNSに加盟。
- 1975年（昭和50年）3月31日 - ATVのANN脱退→JNN協定調印＝正式加盟によりネット番組を交換。TBSテレビの番組が姿を消しNETの番組が増える。同時に引き継ぐ形でANNに加盟。ニュースはNNN・ANNクロスネット局となる。
- 1977年（昭和52年）4月1日 - ATVがゴールデンタイムのフジテレビ同時ネットを取りやめたため、フジテレビの番組が増加。
- 1991年（平成3年）10月1日 - ABAの開局により、民教協番組を除くテレビ朝日の番組が全て移動。同時にANNを脱退して日本テレビフルネット局となった（青森放送では『3時のあなた』→『タイム3』を同時ネットで放送していたが、FNN・FNSには非加盟だった）。

### ANNクロスネットに関して
青森県においては、RAB開局時から、1969年（昭和44年）12月1日の青森テレビ開局まではオープンネットだったが、ATV開局後からしばらくはNET=ANN系はATVが加盟していた。ただし、ANNの正式発足は1970年（昭和45年）1月のことであり、それまでのNET系列はニュースネットがなく、事実上朝日テレビニュース社に制作を委託していたこともあり、特例で、番組販売・購入（名目上っ個別扱いのスポンサードネットを含む）によりJNNに参加していたため、『お昼のANNニュース』を除きニュースはJNNからのみだった。
その後、ATVが1975年（昭和50年）4月に正式にJNN系列の正式加盟局となり、NETとのクロスネット維持も編成上の都合から難しくなったとして脱退後、同時期から1991年（平成3年）9月まで、RABがNNN（NNS）・ANNとのクロスネット局であったが、1977年（昭和52年）度の東奥年鑑（東奥日報社発行）には、“ニュースの多角化を狙ってANNに準加盟”と記載されている。なお、昭和天皇が1989年（昭和64年）1月7日に危篤になったときは、当局への連絡はテレビ朝日が先だった。
なお、ニュースネットに関してはNNNのニュースは全時間帯で放送していたが、ANNのニュースはお昼（全日）と日曜の朝しか放送していなかった。この点が、同じNNNとANNとのクロスネットだったテレビ信州とは異なった。

### クロスネット時代の編成
1991年9月までニュース系列上は日本テレビとテレビ朝日のクロスネットだったが、フジテレビの番組も同時ネット、スポンサードネットを含めて多数放送されていた関係で、1週間の番組比率では本来の系列であるテレビ朝日の番組よりもフジテレビの番組が上回ることが多かった。そのため、番組供給系列上は、日本テレビ、テレビ朝日、フジテレビの3系列のクロスネットに近い番組編成であった。クロスネット時代の番組比率は基本的に日本テレビ:テレビ朝日:フジテレビがそれぞれ6:2:2である。
ただし、クロスネット時代だった当時、1987年3月31日(火曜日・国鉄最後の日)、1988年12月31日（土曜日）、1989年4月15日（土曜日）と翌16日（日曜日・両日とも『ワールドカップマラソン』中継による）、同年12月30日（土曜日）、24時間テレビ放送日(1日目・土曜日)のいずれのプライムタイムは、クロスネット編成ではなく、フルネット局と同じ編成を行った。
1988年当時の番組表における平日の帯番組の編成はは以下の通り。
- 早朝：『ズームイン!!朝!』（日本テレビ）
- 朝のワイドショー：『モーニングショー』（テレビ朝日[注釈 36]）
- 平日正午枠：『おもいッきりテレビ』（日本テレビ）を13時20分で飛び降りし、『ライオンのいただきます』（フジテレビ）を30分遅れで放送[注釈 37][注釈 38]
- 14時台：テレビ朝日の昼ワイドショーを2時間遅れで放送
- 15時台：フジテレビの『3時のあなた』→『タイム3』を同時ネット
- 16時台 - 17時台：大半の曜日でフジテレビやテレビ朝日のバラエティ・アニメ・特撮番組を放送
- ゴールデン・プライム帯：日本テレビの番組をメインにしながら、22時台[注釈 39]を中心にテレビ朝日の遅れネット枠も少なからず存在
- 深夜枠：『11PM』のネットが1977年9月をもって打ち切られたため、『きょうの出来事』終了後、23時35分より各系列の遅れネット番組

土曜日の午前中には『健保連のすこやかさん』『キンカン素人民謡名人戦』『健康クイズ』をはじめ、フジテレビの同時ネット枠が多数存在し、午後は火曜22時がテレビ朝日ネット枠となった関係で遅れ放送となっていた『火曜サスペンス劇場』を『土曜サスペンス劇場』として放送。残りは特番などを含めてフジテレビ中心の編成となっていた。土曜の22時からはテレビ朝日の『土曜ワイド劇場』を1時間遅れで放送したため、土曜22時台と23時台の日本テレビの番組（『今夜は最高!』など）は遅れネットとなった。逆に日曜日は午前から夕方にかけて各系列バランスのよい配分となっていた。
なお、1975年4月以降のATVでのテレビ朝日系番組は、原則として朝日放送テレビ・名古屋テレビ制作番組を主体としたネットであり、フジテレビ系に比べると極端に放送される番組が少なかった。そのうえ、RABが放送しなかった日本テレビ系のごく一部の番組もATVで放送されたため、青森県における全体の放送番組数ではフジテレビ系がテレビ朝日系を上回っていた。テレビ東京系の番組に関してはRABの番組枠は少なく、大半がATVの放送となっていた。
ATVでは平日の17時から『笑っていいとも!』を放送していたほか、土曜日にもフジテレビ中心の編成を組んでいたため、平日17時台や土曜の午後などにRAB、ATVとも揃ってフジテレビの番組が放送されることが多かった。なお、1970年代後半から1980年代前半の期間にかけて、RABからATV（またはその逆もあり）に移行したフジテレビ系の番組があった。

#### ABA開局直前（1991年9月）時点のゴールデン・プライムタイムの編成
- ★印…時差・遅れネット

|       | 月曜日                               | 火曜日                   | 水曜日                                   | 木曜日                   | 金曜日                    | 土曜日                                                    | 日曜日                                   |
| 19:00 | テレ朝 魔法使いサリー                | 日テレ 追跡              | 日テレ 追跡                              | 日テレ 追跡              | 日テレ 追跡               | 日テレ 大追跡                                             | ytv シティーハンター '91                 |
| 19:30 | ytv YAWARA! a fashionable judo girl! | 日テレ 美味しんぼ        | 日テレ どちら様も!!笑ってヨロシク        | 日テレ 木曜スペシャル    | 日テレ 面白スタジアム     | 日テレ 大追跡                                             | 日テレ 地球トライアル                    |
| 20:00 | 日テレ 世界まる見え! テレビ特捜部    | 日テレ 長七郎江戸日記    | 日テレ クイズ 世界はSHOW by ショーバイ!! | 日テレ 木曜スペシャル    | 日テレ 刑事貴族2          | 日テレ マジカル頭脳パワー!!                               | 日テレ 天才・たけしの 元気が出るテレビ!! |
| 21:00 | 日テレ スーパーテレビ 情報最前線     | テレ朝★ 代表取締役刑事   | 日テレ 水曜グランドロマン                | ytv 木曜ゴールデンドラマ | 日テレ 金曜ロードショー   | 日テレ 土曜グランド劇場 （助教授一色麗子 法医学教室の女） | 日テレ 知ってるつもり?!                  |
| 22:00 | テレ朝★ はぐれ刑事純情派             | テレ朝★ 暴れん坊将軍     | 日テレ 水曜グランドロマン                | ytv 木曜ゴールデンドラマ | 日テレ 金曜ロードショー   | テレ朝★ 土曜ワイド劇場                                    | テレ朝★ 外科病棟 女医の事件ファイル      |
| 23:00 | 日テレ NNNきょうの出来事             | 日テレ NNNきょうの出来事 | 日テレ NNNきょうの出来事                 | 日テレ NNNきょうの出来事 | 日テレ TVムック・謎学の旅 | テレ朝★ 土曜ワイド劇場                                    | 日テレ★ 夜も一生けんめい。               |
| 23:30 | 日テレ NNNきょうの出来事             | 日テレ NNNきょうの出来事 | 日テレ NNNきょうの出来事                 | 日テレ NNNきょうの出来事 | 日テレ NNNきょうの出来事  | テレ朝★ 土曜ワイド劇場                                    | 日テレ NNNきょうの出来事                 |

- 土曜日の「NNNきょうの出来事」は、24:00 - 24:30の放送だった[95]。

### テレビチャンネル

#### デジタルテレビ放送

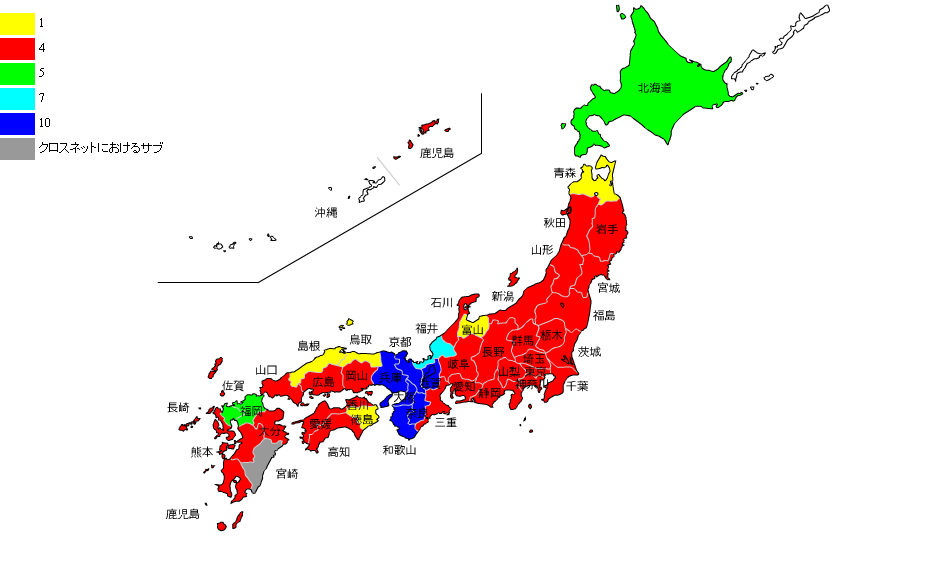
日本テレビ系列のリモコンキーID地図

##### 青森本局
2006年（平成18年）7月1日5時45分より地上デジタル放送及びワンセグが開始された（ATVやABAと同日）。呼出名称は「あおもりほうそうデジタルテレビジョン」。地上デジタル放送の送信所は、アナログ放送親局を設置していた鷹森山でなくATVとABAの基幹送信所と同じ位置の馬ノ神山に設置された。
- 呼出符号JOGR-DTV・物理チャンネルUHF28ch（リモコンキーID：1）周波数563.142857 MHz・空中線電力1kW（実行輻射電力7.1 kW）（馬ノ神山）[96]。

当放送局の地上デジタル放送のリモコンキーIDは『1』を使用しており、かつてのアナログ親局のチャンネル番号を引き継いだ放送局である。

##### 中継局[1]
- 八戸：22ch 100W
- 上北：26ch 10W
- 深浦：26ch 3W
- 大鰐：20ch 3W
- 大戸瀬：26ch 300 mW※デジタル新局
- 風合瀬：28ch 1W
- 岩崎：43ch 1W
- むつ：43ch 10W
- 西十和田：22ch 300 mW
- 大畑：34ch 300 mW
- 東十和田：40ch 1W
- 大間：43ch 1W
- 三戸南部：22ch 1W
- 浅虫：44ch 50 mW
- 小泊：22ch 300 mW
- 今別：28ch 1W
- 佐井：51ch 300 mW
- 十和田湖：22ch 1W
- 木野部：34ch 100 mW
- 平内山口：15ch 50 mW
- 平内外童子：15ch 50 mW
- 平内内童子：15ch 50 mW
- 大鰐虹貝：52ch 50 mW
- 深浦追良瀬：43ch 10 mW
- 鰺ヶ沢中村：22ch 1W
- 鰺ヶ沢赤石：23ch 1W
- 八戸南郷：43ch 100 mW
- 袰部：48ch 50 mW
- 深浦長慶平：28ch 50 mW
- 竜飛帯島：34ch 50 mW
- 片貝：42ch 10 mW
- 道仏：40ch 1W※実質、階上町赤保内からの移転。
- 西津軽舞戸：28ch 10 mW
- 津軽上小国：22ch 50 mW
- 鰺ヶ沢一ツ森：27ch 50 mW
- 白糠：28ch 3W
- 田子：47ch 3W
- 津軽小国：22ch 50 mW
- 七戸：40ch 50 mW
- 中里今泉：22ch 50 mW
- 深浦舮作：43ch 50 mW
- 竜飛宇鉄：34ch 10 mW
- 細越：47ch 50 mW
- 脇野沢：42ch 50 mW
- 久栗坂：44ch 50 mW（一旦アナログ中継局が廃局となったが、事実上の再開。）
五戸町の五戸局には本局のアナログ局が置かれていないが、町内の全世帯が五戸町ケーブルテレビに加入することになり、当初デジタル局を置局する予定でいたが、2011年4月からのケーブル送信に変更され、デジタル局は置局されないこととなった。なお、五所川原市と大間町及び東通村には、「ギャップフィラー」方式のデジタル中継局が開局した。

#### アナログテレビ放送
呼出符号：JOGR-TV、呼出名称：青森放送テレビジョン
2011年（平成23年）7月24日停波時点
- 青森（鷹森山）1ch 映像：周波数91.26 MHz・空中線電力5kW（最大実効輻射電力40kW）音声：周波数95.76 MHz・空中線電力1.25 kW（最大実効輻射電力9.9 kW）
- 大間（七郎平） 1ch（垂直偏波）
- 白糠（物見崎） 1ch（垂直偏波）
- 岩崎（沢部） 1ch
- 深浦（八森山） 6ch 映像：周波数183.26 MHz 空中線電力10W 音声：周波数187.76 MHz 空中線電力2.5W
- むつ（釜臥山） 10ch（垂直偏波）映像：周波数205.26 MHz 空中線電力100W（最大実行輻射電力550W） 音声：周波数209.76 MHz 空中線電力25W（最大実行輻射電力140W）
- 泊 10ch
- 七戸（倉越） 10ch
- 小泊（三角山） 11ch 映像：周波数211.25 MHz 空中線電力100mW 音声：周波数215.75 MHz 空中線電力25mW（ミニサテライト局）
- 大鰐（手代森） 11ch 映像：周波数211.24 MHz 空中線電力10W 音声:215.74 MHz 空中線電力2.5W
- 八戸（福地苫米地天魔平） 11ch 映像：周波数211.26 MHz 空中線電力500W（最大実効輻射電力6.1 kW）音声：周波数215.76 MHz 空中線電力125W（最大実効輻射電力1.5 kW）[注釈 41]
- 竜飛宇鉄 40ch
- 竜飛帯島（帯島） 41ch
- 八戸沢里（中居林）41ch
- 佐井 42ch
- 階上（灯明堂山） 42ch
- 津軽上小国 43ch
- 津軽小国 44ch（垂直偏波）
- 五所川原（中洲川山）44ch 映像：周波数657.24MHz空中線電力2kW（最大実効輻射電力51kW）音声：周波数661.74 MHz 空中線電力500W（最大実効輻射電力13kW）
- 三戸南部 （玉掛）44ch
- 片貝 45ch
- 平内内童子 45ch
- 平内外童子 45ch
- 平内山口 45ch
- 十和田湖（休屋） 45ch
- 東十和田 46ch
- 大畑（湧舘） 48ch
- 風合瀬（鳥居崎） 50ch
- 鰺ヶ沢一ツ森 51ch
- 鰺ヶ沢中村（天狗岩） 52ch
- 易国間 53ch（垂直偏波）
- 木野部 53ch（垂直偏波）
- 上北（烏帽子岳） 53ch 映像：周波数711.26 MHz 空中線電力100W（最大実行輻射電力5.1 kW）音声：周波数715.76MHz空中線電力25W（最大実行輻射電力1.3 kW）
- 大間平 54ch
- 下風呂 54ch
- 今別（尖岳）54ch
- 久栗坂 54ch
- 浅虫 54ch
- 西十和田 54ch
- 深浦長慶平 54ch
- 深浦艫作 54ch
- 名川剣吉 54ch
- 西田子 54ch
- 西津軽舞戸（舞戸）56ch
- 三戸南郷（島守）56ch
- 鰺ヶ沢赤石（野脇山） 57ch
- 田子（田子新井田） 57ch
- 中里今泉（今泉山） 58ch
- 南部小波田 58ch
- 古野牛川 59ch
- 袰部 59ch
- 深浦追良瀬 59ch
- 大鰐虹貝 60ch
- 東通入口 60ch（2005年12月1日、45chより変更）

#### その他
アナログ放送のサービス放送開始した当初、岩手県二戸郡福岡町（現：二戸市）で、福岡町民が約150万円を出資して、共同受信施設を建設し、RABの番組を視聴していた。更に、受信報告書を青森市のRAB本社に送っていたという。
また、秋田県大館市からはテストパターンを写真撮影したものがRAB本社に送られたという。青森県内で受信したのと変わらない受信品質だったとの事。
秋田県鹿角郡尾去沢町（現：鹿角市）の尾去沢公民館にてテレビを利用し婦人の教養向上のためテレビ学級が開設された。
昭和34年頃に秋田県北部の一部地域（花輪町、尾去沢町、八幡平村（現：鹿角市）、鹿角郡小坂町、大館市）ではNHK秋田放送局やラジオ東北テレビ（現：秋田放送）自体テレビ放送が開始しておらずかつテレビ中継局すら整備されていなかったためNHK青森放送局やラジオ青森テレビ（現：RAB青森放送）を視聴している家庭があった。
それ以前は青森市内および秋田県大館市内、鹿角郡内の一部地域でNHK函館放送局やHBC北海道放送を巨大なアンテナを高く建てて電波を受信していた。
受信状態は、スノーノイズであり地元（鹿角郡内）では「雨降り映像」や「雪降り映像」と呼ばれていた。
青森送信所（アナログ）及び五所川原・八戸（天魔平）・八戸沢里・西田子・階上・南部小波田・名川剣吉・泊・古野牛川・東通入口・大間平の各中継局については、デジタルテレビ中継局の置局予定が無く、2011年（平成23年）7月24日24時前の停波を以って廃局となった。なお、久栗坂中継局については、2011年7月24日のアナログ放送終了で、一旦中継局が廃局となったが、2012年12月1日にデジタル中継局が開局したため、事実上の再開となった。

### 地上デジタル放送とワンセグ
2007年（平成19年）8月1日に開局した上北（烏帽子）・八戸両デジタル中継局開局告知スポットでは、「@なまてれ」のスタジオが使われ、NHK青森やATV・ABAでも流れている。「HV ハイビジョン制作」のテロップは県内民放で唯一、ほとんどの番組で表示していた。
自社制作以外の時差ネット番組によるハイビジョン放送は、意外にもキー局である日本テレビ制作の番組が、他系列在京キー局や在阪局・在名局などの番組よりも開始が遅れていた。2007年10月に『所さんの目がテン!』（2009年4月から2021年3月までは同時ネット）と『メレンゲの気持ち』がハイビジョン化されたことで、時差ネット番組のほぼ全てがハイビジョン対応となった。日テレ系の番宣CMについては、本放送開始当時からハイビジョンに対応していた。
全国放送用の中継回線は、2009年5月にハイビジョン回線に更新し、日本テレビ系列やBS日テレ（主に日テレNEWS24のサイマル放送）などでの放送も4:3のサイドカット無しで視聴できるようになった。

### 現在放送中の番組
在青民放テレビ局では唯一、ドラマなど の再放送を行っていない。

#### 自社制作番組
- 東奥日報ニュース（随時・放送時間は東奥日報ニュース#テレビを参照）:
- あさ一番てるてる天気（1989年4月3日[注釈 44] - 、月曜 - 金曜 5:15 - 5:20）
- 1550ニュースレーダーWith（月曜 - 金曜 15:50 - 16:45）
- RABニュースレーダー（月曜 - 金曜 18:15 - 19:00）
- RING LINK HEART（月曜 21:54 - 21:57）
- 天気予報（月曜 - 木曜・日曜 21:57 - 22:00、金曜 22:57 - 23:00）
- 食のココロ（水曜 21:54 - 21:57）
- サンデー流暮らしの知恵袋（木曜 21:54 - 21:57）
- RABセレクション（土曜午後15・16時台、不定期）
- こだわりの仕事人（毎月第3土曜 9:25 - 9:30）
- あなたとRAB（毎月最終土曜 10:00 - 10:15）
- 初耳@AOMORI（第2日曜 17:00 - 17:15）
- 大好き、青森県。（毎月第3日曜 17:00 - 17:15、2014年4月 -  字幕放送実施 ）
- RABドキュ（ラブドキュ）（土・日曜の午後または深夜に不定期放送）
- 青森県民駅伝競走大会（9月第1日曜 11:40 - 14:00、11:50までは直前番組）
- 全国高等学校サッカー選手権大会・青森県大会決勝
- 津軽弁の日（年末放送・2021年は開催自体中止）
- 県南グルメ・宴会マル得情報（年2回放送） - 八戸支社制作
- 青森県民謡王座決定戦・青森県手踊り名人決定戦（本選は毎年3月に放送）
- 青森県高校入試速報（3月上旬の県立高校入試終了後の15:50 - 16:50に放送・深夜に再放送を実施）
- 生中継!青森ねぶた祭 ほとばしれ!北国の魂（青森ねぶた祭開催期間中の金曜19:00 - 19:56、20時台はBS11に向けてリレー放送、かつてはBS日テレでも19:00 - 20:54に放送）
- 本番まで待てない!青森ねぶた（毎年7月最終土曜か8月第1土曜、2006年頃からはTVI・ABSにもネットされている。2020年を除く）

#### ブロックネット番組
東北民放テレビ六社会（RAB、IBC、tbc、ABS、YBC、FTVで構成）
- 全東北民謡選手権大会

#### 日本テレビ系列時差ネット番組
- &Hulu（火曜 0:54 - 1:54（月曜深夜））
- オードリーさん、ぜひ会ってほしい人がいるんです。（木曜 0:54 - 1:24（水曜深夜）、中京テレビ制作）
- グッと!地球便（金曜 10:25 - 10:55、読売テレビ制作）
- 24時間テレビ チャリティー・リポート（土曜 5:40 - 5:45）※字幕放送
- 浜ちゃんが!（日曜 1:25 - 1:55（土曜深夜）、読売テレビ制作）
- それいけ!アンパンマン（日曜 6:30 - 7:00）※字幕放送

#### 系列外の番組

##### フジテレビ系列
- 酒のツマミになる話（水曜 0:54 - 1:51（火曜深夜））
- みんなのKEIBA（日曜 15:00 - 16:00、同時ネット[注釈 45][注釈 46]・フジテレビ系日曜競馬中継は2001年6月24日[注釈 47][101] からネット。）
- かまいたちの机上の空論城（土曜 9:30 - 10:00、関西テレビ制作）
- 皇室ご一家（日曜 17:15 - 17:30）※字幕放送[注釈 48]
- ウワサのお客さま（不定期放送）
- 芸能人が本気で考えた!ドッキリGP（不定期放送）
- おかべろ（不定期放送、関西テレビ制作）
- お笑いオムニバスGP（不定期放送）
- 全日本バレーボール高等学校選手権大会「春の高校バレー」（春季）※字幕放送[注釈 49][注釈 51]

##### テレビ東京系列
- 家、ついて行ってイイですか?（金曜 0:57 - 1:54(木曜深夜)）
- YOUは何しに日本へ?（土曜 13:30 - 14:25）
- デカ盛りハンター（土曜 14:25 - 14:55）
- THE フィッシング（日曜 5:45 - 6:15、テレビ大阪制作）
- 男子ごはん（日曜 11:40 - 12:10）※字幕放送
- ありえへん∞世界（日曜 12:10 - 13:05）
- 所さんの学校では教えてくれないそこんトコロ!（日曜 13:05 - 14:00）
- アップグレードゴルフ（日曜 16:30 - 17:00、月1回放送）
- 日曜ビッグバラエティ（不定期放送、一部の番組はATVで放送）
- 緊急SOS!池の水ぜんぶ抜く大作戦（不定期放送）
- 世界はデータでできている（不定期放送）

#### 民間放送教育協会共同制作
- 民教協スペシャル（毎年2月11日に放送）※字幕放送
- 日本のチカラ（月曜 10:25 - 10:55）※字幕放送

### 過去に放送した番組

#### 自社制作番組
- テレビ社会科
- 金曜ワイドあおもり
- RABてるてる天気
- らっきータイム
- スーパーギャング深夜同盟
- 知ればしるほど!!あおもり県
- 南部下北百景
- おはよう・ほっ!とスタジオ
- きょうのインタビュー
- ふるさと探訪
- RABレーダースペシャル
- 北緯41度・青森はいま（出演・江森陽弘）
- 思いたったら直行便
- 輝く未来を築くために 〜地域医療の取り組み〜
- 出会いふれあい生テレビ→生テレビ→@なまてれ
- 駅前物語
- 会いたい〜138万青森県民からの手紙〜
- 人生、食べるが元気!※HD
- きんこれ
- びゅうで旅どき（2011年11月15日 - 2012年12月27日 ）
- あおもりヂカラ
- 炭の家の話
- うっちゃんのいぎあたりばったり
- Eメッセージ
- 江奈滋家の食卓（東日本大震災の影響で打ち切り）
- 活彩あおもり
- ZIP!FRIDAY
- ふらいんぐうぃっち

#### ABAの開局まで異時・遅れネットだったNNSの番組
1991年9月まで
- 『火曜サスペンス劇場』（現在の『ザ!世界仰天ニュース』枠と『カズレーザーと学ぶ。』枠。『土曜サスペンス劇場』として、4日遅れの土曜12時02分から放送。ABA開局までは『テレビ朝日の日曜20時の刑事ドラマ枠』〔21:00 - 〕と『テレ朝土曜20時の時代劇枠』〔22:00 - 〕の遅れネットをした。）
- 『キユーピー3分クッキング』（10時50分（月 - 金）・11時00分（土）から先行放送。日テレでの本来の放送時間には『ANNニュースライナー』[注釈 52] を放送していた。ただし、1977年4月1日までは同時ネット。）
- 『日テレ・ytv月曜22時台の番組』（現在の『月曜から夜ふかし』枠。ABA開局時は『スター爆笑Q&A』を放送。）
- 『日テレ土曜23時台前半の番組』（当局では1日遅れの日曜23時[注釈 53] から放送。現在の『マツコ会議』枠。ABAの開局時は『夜も一生けんめい。』で、ABA開局まではテレ朝の『土曜ワイド劇場』を放送。）
- 『日テレ日曜22時台前半の番組』（現在の『おしゃれクリップ』枠。ABAの開局時は『オシャレ30・30』。なお『オシャレ30・30』は、ABAの開局まで土曜17時30分から放送していた。ABA開局までは『テレビ朝日の木曜21時ドラマ枠』の遅れネット（22:00 - 22:54）をした。）

#### ABA開局まで未ネットだったNNSの番組
- 『追跡』（月曜のみ。現在の『有吉ゼミ』枠。ABAの開局までは、テレ朝系のアニメ（最末期は『魔法使いサリー』）を同時ネット・スポンサードネットで放送していた。）
- 『ウェークアップ!』（現在の『ウェークアップ』枠。ABAの開局までは、テレ朝系・朝日放送制作の土曜朝ワイドショー枠（最末期は『桂三枝のにゅーすコロンブス』を放送していた。）
- 『日テレ土曜18時台後半の番組』（現在の『満天☆青空レストラン』枠。クロスネット時代の末期に新設。ABAの開局までは、フジ系の『世界名作劇場』を1週遅れで、その後は自社制作の「RABレーダースペシャル」を放送していた。）
- 『日テレ土曜22時台の番組』（現在の『土曜ドラマ』枠。ABAの開局時は『それいけ!!ココロジー』を、開局まではテレ朝系の『土曜ワイド劇場』を放送していた（ただし、1986年10月から1988年3月まで放送した伊奈かっぺい出演の『かっぺい&アッコのおかしな二人』のみ、週遅れの放送だった。）。）
- 『日テレ日曜22時台後半から23時台前半の番組』（現在の『日曜ドラマ』枠。ABAの開局までは、テレ朝系の木曜ドラマ（東奥日報テレビ欄には「日曜ドラマ劇場」と記載）や日テレから1日遅れで『夜も一生けんめい。』を、開局時は『新スパイ大作戦』[注釈 54] を放送していた。）
- 『11PM』の途中から『EXテレビ』途中までの深夜番組（現在の『news zero』枠と『バリューナイト』枠。）
- 『ルックルックこんにちは』（現在の『スッキリ』枠。「ルックルック」の放送開始からABAの開局までは、テレ朝系の『モーニングショー』を放送していた[注釈 55]。）
- 『2時のワイドショー』・『キャッチ』（現在の『情報ライブ ミヤネ屋』枠。ABAの開局までは、『テレ朝正午の番組』（最末期は「森田健作の熱血テレビ」） とフジ系の『タイム3』を放送していた。）
- 『午後は○○おもいッきりテレビ』（現在の『ヒルナンデス!』枠。13時20分以降の第2部。ABAの開局までは、ミニ番組とフジ系の『ごきげんよう』を放送していた。）

#### 他系列番組

##### テレビ東京系
- 日米対抗ローラーゲーム
- ザ・スターボウリング
- 徳光のTVコロンブス（1991年10月 - 1992年3月）
- 浅草橋ヤング洋品店→ASAYAN
- タモリの音楽は世界だ!（第2期）
- プラチナチケット
- WINNERS
- ハマラジャ
- 魔法のプリンセス ミンキーモモ（1作目）
- 宇宙戦士バルディオス
- まいっちんぐマチコ先生
- 爆走兄弟レッツ&ゴー!!シリーズ
- 楽しいウイロータウン
- 赤ずきんチャチャ
- メタルファイト ベイブレード
- 元気爆発ガンバルガー→熱血最強ゴウザウラー
- 爆転シュート ベイブレードシリーズ
- 小さな巨人 ミクロマン
- ビーストウォーズ 超生命体トランスフォーマー→ビーストウォーズII 超生命体トランスフォーマー→ビーストウォーズネオ 超生命体トランスフォーマー→ビーストウォーズメタルス 超生命体トランスフォーマー→トランスフォーマー カーロボット
- 電脳冒険記ウェブダイバー→爆闘宣言ダイガンダー→超ロボット生命体トランスフォーマー マイクロン伝説→トランスフォーマー スーパーリンク
- 超星神シリーズ
  - 超星神グランセイザー→幻星神ジャスティライザー→超星艦隊セイザーX
- 遊☆戯☆王デュエルモンスターズGX
- 元祖!でぶや
- ファイテンション☆デパート
- すっから母さん
- 奥さまは外国人
- お茶の間の真実〜もしかして私だけ!?〜
- 釣り・ロマンを求めて
- パソコントラベル探偵団
- エキサイトボウリング
- サブちゃんと歌仲間
- おそ松さん
- 高校教師（1974年版）（金曜16時 - [注釈 56]）
- フューチャーカード バディファイト100（テレビ愛知制作）
- 花の魔法使いマリーベル（テレビせとうち制作）
- カンブリア宮殿
- しましまとらのしまじろう→はっけん たいけん だいすき! しまじろう→しまじろう ヘソカ→ しまじろうのわお!（テレビせとうち制作・番組自体は継続中）
- あちこちオードリー
- タクシー運転手さん一番うまい店に連れてって!（2025年3月打ち切り、現在はABAで放送）
- 世界!ニッポン行きたい人応援団（2025年3月打ち切り、番組自体は継続中）

ほか

##### フジテレビ系
制作局で現在でも放送中の作品は、「※」印を併記。

###### 土曜ドラマ劇場
放送された作品
※量が多いため、伸縮型のメニューとして掲載する。右にある[表示]をクリックすると一覧表示される。

###### その他
- - 水曜劇場
    - お金がない!
    - 恋愛結婚の法則（1999年9月3日 - 12月3日）
    - TEAM（2000年5月5日 - 7月21日）
    - 愛をください（2000年10月13日 - 12月29日）
    - 涙をふいて（2001年1月26日 - 4月21日）
    - 私を旅館に連れてって（2001年4月28日 - 7月13日）
    - Fighting Girl（2001年8月4日 - 11月2日）
    - 水曜日の情事（2001年11月24日 - 2002年2月15日）
    - ロング・ラブレター〜漂流教室〜（2002年3月30日 - 6月8日）
    - ウエディングプランナー SWEETデリバリー（2002年6月29日 - 9月27日）
    - 天才柳沢教授の生活（2002年11月23日 - 2003年1月31日）

  - フジテレビ火9ドラマ
    - 神様、もう少しだけ（1998年10月10日 - 1999年1月30日）
    - 救命病棟24時 第1シリーズ（1999年5月14日 - 8月7日）[注釈 57]
    - お見合い結婚（2000年1月21日 - 4月29日）
    - めだか（2004年11月 - 2005年1月）

  - 金曜ドラマ
    - 家族の裏事情（2014年1月9日 - 2月27日）
- どてらい男（関西テレビ制作）
- 白い巨塔（田宮二郎 主演）
- 水曜19時台前半アニメ枠（1972年10月から1975年3月までは、フジテレビと同時ネット）
  - 赤胴鈴之助（1972年9月までは土曜18:00 - の放送）→荒野の少年イサム→小さなバイキングビッケ→アラビアンナイト シンドバットの冒険→ドカベン
    - 1975年4月より（『小さなバイキングビッケ』の放送途中）水曜19時台前半枠を日テレ系列に変更したため、水曜 17:55 - に移動した。なお、『ドカベン』の途中（回は不詳）までフジテレビより1時間5分の先行放送をしていた。後番組の『メーテルリンクの青い鳥 チルチルミチルの冒険旅行』より、一時未放映となる。

  - がんばれ元気→Dr.スランプ アラレちゃん→ドラゴンボール→ドラゴンボールZ→ドラゴンボールGT→ドクタースランプ（月曜 17:00 - 、後に金曜 16:30 - を経て月曜 - 金曜 17:00 - ）
    - 『ドラゴンボール改』（デジタルリマスター版）[注釈 58]
- 水曜19時台後半アニメ枠
  - うる星やつら[注釈 59]（木曜日 17:30 - 18:00）→めぞん一刻[注釈 60]→F-エフ（1980年代のFNS系全国ネット時代、火曜17:30 - ）
- ロボット刑事
- 木曜19時台前半アニメ枠
  - ドロロンえん魔くん→ゲッターロボ→ゲッターロボG（後番組の『大空魔竜ガイキング』よりこの枠はATVでの放送となる）
- 忍風カムイ外伝（1970年上半期頃の木曜 18:00 - 18:30）[注釈 61]
- 日曜18時台前半アニメ枠（枠自体は※）
  - ハクション大魔王（ytv制作の『…2020』も当局で放送）→いなかっぺ大将（本放送・平日 17:25 - 17:55[104]、再放送・平日6時台[注釈 62]）→科学忍者隊ガッチャマン→てんとう虫の歌→ポールのミラクル大作戦→一発貫太くん→科学忍者隊ガッチャマンII→科学忍者隊ガッチャマンF→とんでも戦士ムテキング→ダッシュ勝平→未来警察ウラシマン
  - あんみつ姫→のらくろクン→ひみつのアッコちゃん（第2作）→ちびまる子ちゃん（第1期）→ツヨシしっかりしなさい→ちびまる子ちゃん※（第2期、2001年12月打ち切り。2006年のスペシャルドラマは放送されたが、レギュラードラマ『まるまるちびまる子ちゃん』は未放送）
- 日曜19時台前半アニメ枠
  - アタックNo.1（2005年のテレビドラマはABAで放送）
  - マジンガーZ→グレートマジンガー（土曜 17:25 - の放送だったが、1975年6月に打ち切り。同年10月に水曜 17:25 -で放送再開）。
  - UFOロボ グレンダイザー→惑星ロボ ダンガードA（第41話で打ち切り。第42話以降はATVで放送）。
- 日曜19時台後半アニメ枠（世界名作劇場）
  - 1987年度放送の『愛の若草物語』まで放送。1988年度放送の『小公子セディ』は、2年遅れでATVで放送。1989年度放送の『ピーターパンの冒険』以降は青森県では未放映となる。
- 宇宙猿人ゴリ→宇宙猿人ゴリ対スペクトルマン→スペクトルマン→快傑ライオン丸→風雲ライオン丸→鉄人タイガーセブン→電人ザボーガー
- ラ・セーヌの星
- 野球狂の詩
- 土曜18時台後半アニメ枠
  - ゲゲゲの鬼太郎（第3作）→おそ松くん（第2作・事実上の前作である第1作も放送、同じく事実上のリメイク番組となる『おそ松さん』（テレビ東京）も、当局で放送）→平成天才バカボン→おれは直角（1991年9月で打ち切り、木曜 17:30 - ）
  - 幽☆遊☆白書→NINKU -忍空-
- ハイスクール!奇面組（木曜 17:00 - ）→ついでにとんちんかん（水曜17時30分）
- らんま1/2
  - らんま1/2熱闘編（2回放送もいずれも途中で打ち切り）
  - なお、2011年12月に放送された日テレ版スペシャルドラマ、2024年開始の日テレ制作版も当局で放送。
- 3時のあなた→タイム3（1991年9月30日まで、フジテレビ系と同時ネット）
- FNN奥さまニュース→サンケイテレニュースFNN（1989年12月29日まで、平日14時台か15時台に放送。この番組が、在青民放局でされる唯一のFNNニュースだった。ただし、RABではFNNに一貫して未加盟のため『奥さまニュース』のタイトルで放送された[105]。）
- プロ野球ニュース（1970 - 1980年代前半の一時期のみ、翌日の早朝に放送）
- ライオン奥様劇場→ライオンのいただきます→ライオンのいただきますII→ライオンのごきげんよう（1991年9月30日まで、フジテレビ系から30分遅れの13:30より放送）
- ズバリ!当てましょう
- 映像クイズ・ア!知ッテレビジョン→映像クイズ・知ッテレQ（1982年秋頃に打ち切り）
- スター千一夜
- オールスター家族対抗歌合戦
- キンカン素人民謡名人戦→キンカン民謡セレクション→晴れたらイイねッ!Let'sコミミ隊（『素人民謡名人戦』はフジテレビ系と同時ネット）
- 夜のヒットスタジオDELUXE→SUPER（水曜 23:35 - 、フジテレビ系より2時間35分遅れの時差放送）
- 交通バラエティ 日本の歩きかた
- 料理の鉄人
- とんねるずのみなさんのおかげです（第1期）→ウッチャンナンチャンの誰かがやらねば!（やるやらはATVが放送）→とんねるずのみなさんのおかげです（第2期）→ラスタとんねるず'94→とんねるずのみなさんのおかげです（第3期）→とんねるずの本汁でしょう!![注釈 63]→とんねるずのみなさんのおかげでした
- 平成教育委員会
- 邦ちゃんのやまだかつてないテレビ（木曜深夜枠）
- クイズ!年の差なんて
- BANG! BANG! BANG!
- 変なおじさんTV
- トリビアの泉 〜素晴らしきムダ知識〜（ゴールデン時代とFNSで2007年に放送したスペシャル及び2009年7月18日の映画『アマルフィ 女神の報酬』の公開記念特別編のみ）
- Dのゲキジョー→独占!金曜日の告白→検定ジャポン→人生もっと満喫アワー トキめけ!ウィークワンダー
- メイコとあなたの税ミナール（フジテレビ系と同時ネット）
- 健保連のすこやかさん（フジテレビ系と同時ネット）
- スーパー競馬（2001年6月24日の『第42回宝塚記念』開催日からネット開始[106]）
- みんなのケイバ
  - みんなのKEIBA同様、不定期放送。一時期中央競馬ダイジェストも放送していた。
- 新春かくし芸大会[注釈 64]
- 日本大相撲トーナメント※[注釈 65]
- ゴールデン洋画劇場[注釈 66]
- 銭形平次 (大川橋蔵)
- 三匹の侍
- 忍者部隊月光
- 所さんのただものではない!（土曜 16:30 - ）
- ホンネの殿堂!!紳助にはわかるまいっ（不定期放送）
- G★ウォーズ
- 爆笑!大日本アカン警察[注釈 67]
- してみるテレビ!教訓のススメ
- 日清ちびっこのどじまん
- アグネス・チャンのHI!赤チャンネル（フジテレビ系と同様土曜8:00から同時ネット）
- 健康クイズ
- くいしん坊!万才 - 途中からATVに移行。
- ヤサイ、サイタ。
- スパイ大作戦
- ヨルタモリ
- クイズ!ヘキサゴンII
- おじゃMAP!!
- めちゃ2イケてるッ!
- SMAP×SMAP（関西テレビとの共同制作）
- music>holic （岩手めんこいテレビ制作）
- 東日本女子駅伝（福島テレビ制作）[注釈 68]
- 激闘!オレごはん→感動!オレごはん（2006年5月2日 - 2007年4月10日、東海テレビ制作）
- ふるさと紀行（東海テレビ制作、放送番組センター配給）
- ぐっさん家（東海テレビ制作）※
- 名古屋国際女子マラソン（東海テレビ制作、1990年代（詳細時期失念）に後日ハイライトとして放送）
- ねるとん紅鯨団→とんねるずのハンマープライス（関西テレビ制作、日曜昼→日曜22:30 - →月曜深夜）
- 裸の大将放浪記（関西テレビ制作）[注釈 69]
- 発掘!あるある大事典（関西テレビ制作）
- 走れ!ガリバーくん→GO!GO!ガリバーくん（不定期放送、関西テレビ制作）
- 三菱ギャラントーナメント→三菱自動車トーナメント（関西テレビ制作<放送時期不明・一部スポンサードネットだった> 当時の冠スポンサー三菱自動車からの要請で放映されたが、『東日本女子駅伝』と同様ATVへと変更され2000年大会まで放送）
- 発見!ウワサの食卓（関西テレビ制作）
- さんまのまんま（関西テレビ制作）
- ちょっとザワつくイメージ調査 もしかしてズレてる?（関西テレビ制作）
- ピカルの定理（第3期のみ）
- その原因、Xにあり!
- 梅沢富美男のズバッと聞きます!
- ダウンタウンなう
- 所JAPAN（関西テレビ制作）
- 私の郷土史（山形テレビ制作、東北・新潟7局ネット。制作局YTSのネットチェンジに伴いABAに移行）
- KinKi Kidsのブンブブーン
- ちまたのジョーシキちゃん（関西テレビ制作）
- ひらけ!パンドラの箱 アンタッチャブるTV（関西テレビ）

他多数

##### テレビ朝日（NET）系
1991年9月30日まで。なお、ABAで再放送が行われた番組には「※」 印を、ABA開局時に移行した番組には「○」印を併記した。
- ○モーニングショー
- 徹子の部屋（1987年3月31日をもって打ち切り。ABA開局までの4年半、青森県では未ネット。なお、1979年3月まで16:00から、翌月からは9:30、後に10:00（打ち切りまで）に移動。この編成により、NNSフルネットとなる1991年10月まで「ルックルックこんにちは」の時差放送[注釈 70] を行わなかった。）
- ANNニュースセブン（1977年4月1日をもって平日・土曜のネット打ち切り、同年4月3日以後は日曜のみのネット）→○ANNニュースフレッシュ（日曜のみ。現在はABAで『ANNニュース』として放送）
- ○ANNニュースライナー（1977年4月2日からネット開始。現在はABAで『ANNニュース』として放送。実質『ANNニュースセブン』に代わって全日ネット。但し、日曜日は、1986年1月からネット[107]。）
- CNNウィークリー（日曜深夜に放送）
- アフタヌーンショー（1975年3月（桂小金治時代）まではATVで同時ネット）→なうNOWスタジオ→新アフタヌーンショー→布施明のグッDAY→欽ちゃんのどこまで笑うの?!→お昼のマイテレビ→ホットライン110番→森田健作の熱血テレビ（この番組が、クロスネット時代最後のテレビ朝日正午の番組となった。）なお、1991年9月30日は、本来のネット番組『女38才気になるテレビ』を放送せず、単発番組で穴埋めした。また、当時サービス放送を行っていたABAも、この日は『女38才気になるテレビ』を放送しなかった。
- あまから問答（日曜 9:00 - ）
- 特別機動捜査隊（1局時代はモノクロ版とカラー版初期を放送。1969年12月から1975年3月まではATVで同時ネット放送されたが、1975年4月よりRABに戻った[注釈 71]）→特捜最前線（金曜23:40→22:00から2日遅れで放映。なお、1983年からは月曜22:00→日曜22:00を経て、最終的には火曜21:00[注釈 72] から・『…2013〜7頭の警察犬』（2013年に放送「テレビ朝日開局55年記念版」）は、ABAで放送。） ※
- 西部警察シリーズ ※（『…2004』はABAで放送）
- 素浪人 花山大吉（土曜 17:00、1969年10月まで、翌月からはATV[注釈 73] に移行。）
- ○暴れん坊将軍シリーズ ※
- ○名奉行 遠山の金さんシリーズ（第3シリーズまで放送し第4シリーズ以降の本編と第3シリーズまでの再放送はABAで放送）※
- ○三匹が斬る!シリーズ ※
- 土曜映画劇場[108]
- ○土曜ワイド劇場（ANNフルネット局より1時間遅れで放送されていた）※[注釈 74]
- ○日曜洋画劇場（内容を一部編集して『金曜ナイトスクリーン』枠にて不定期放送していた）
- 火曜21時時代劇（ATVから移行。月曜22:00に6日遅れで放送）
  - 破れ傘刀舟悪人狩り（途中から）→破れ奉行→江戸の鷹 御用部屋犯科帖→破れ新九郎→半七捕物帳→江戸の牙→鬼平犯科帳 (萬屋錦之介)→柳生あばれ旅→文吾捕物帳→柳生十兵衛あばれ旅
- 水曜21時時代劇（ATVから移行）
  - 鬼平犯科帳 (丹波哲郎)→徳川三国志→人魚亭異聞 無法街の素浪人
- 欽ちゃんのどこまでやるの!?[注釈 75]→遊びにおいで→ナイトライダー
- ○水曜9時枠刑事ドラマ
  - 大都会25時
  - ベイシティ刑事
  - ○はぐれ刑事純情派シリーズ ※
  - ○さすらい刑事旅情編シリーズ ※
- 木曜22時ドラマ枠（ATVから移行）
  - 非情のライセンス（第2シリーズ途中より・日曜22:30から）
  - 海峡物語
  - 遥かな坂
- 新幹線公安官
- ナショナルゴールデン劇場（ATVから移行。木曜22:00 - ）
- ○スーパー戦隊シリーズ
- ○メタルヒーローシリーズ
- あばれはっちゃくシリーズ（土曜17:30から放送していた）
- がんばれ!!ロボコン→ロボット110番→がんばれ!レッドビッキーズ→燃えろアタック
- 一休さん（木曜17:30・なお、一時期、同時刻に青森テレビで『一球さん』を放送していた。）→The・かぼちゃワイン
- 宇宙船サジタリウス ※
- ○ドラえもん (1979年のテレビアニメ)（木曜17:30→日曜日9:30→日曜10:30・またRABでは第1作（日本テレビ系列での放送作品）も放送していた。〜1991年9月24日）
- 宇宙の騎士テッカマン
- アンデス少年ペペロの冒険→ザ・カゲスター→5年3組魔法組
- 勇者ライディーン
- 超電磁ロボ コン・バトラーV→超電磁マシーン ボルテスV→闘将ダイモス
- 宇宙海賊キャプテンハーロック→サイボーグ009（第2作）
- キャンディ♡キャンディ（RABでは日曜日9:00→8:15から放送していた）→花の子ルンルン→魔法少女ララベル→ハロー!サンディベル
- 怪物くん（第2作） - 2010年のドラマ版もRABで放送
- 忍者ハットリくん（実写版はATVで放送）
- パーマン（第2作・TBSテレビ制作の第1作アニメも当局で放送（同時ネット）[109]。）→オバケのQ太郎 ※
- あさりちゃん
- つるピカハゲ丸くん
- ○象印クイズ ヒントでピント（日曜10:00 - →日曜10:30 - →日曜12:00 - 。）
- ザ・テレビ演芸[注釈 76]
- クイズタイムショック（『…21』はABAで放送）[注釈 77]
- ○100万円クイズハンター（1982年4月5日 - 1983年7月1日[110]）
- ○世界の車窓から
- ○大相撲ダイジェスト
- ○ワールドプロレスリング（火曜23:35 - ⇒日曜15:00）
- ビートたけしのスポーツ大将（2015年3月以降の単発特番は、ABAで放送。）
- みごろ!たべごろ!笑いごろ!
- ○タモリ倶楽部
- ベストヒットUSA
- 魔法使いサリー（第1作）[注釈 78]→ひみつのアッコちゃん（第1作・日曜9時）→魔法のマコちゃん
- 七色仮面
- 誘われて二人旅
- 無敵超人ザンボット3→機動戦士ガンダム（初回放送は第26話「復活のシャア」で途中打ち切り。名古屋テレビ制作）
- ○熱闘甲子園（朝日放送テレビ制作、RABでは遅れ時差放送）
- 特命刑事ザ・コップ（朝日放送テレビ制作）
- ○新婚さんいらっしゃい!（朝日放送テレビ制作 1977年4月にATVから移行。日曜12:45 - →12:30 - 。）
- ○必殺シリーズ（朝日放送テレビ制作、『新婚さんいらっしゃい!』同様にATVから移行し1991年10月よりABAに移行した）※
  - 新・必殺仕置人→新・必殺からくり人・東海道五十三次殺し旅→江戸プロフェッショナル・必殺商売人→必殺からくり人・富嶽百景殺し旅→翔べ! 必殺うらごろし→必殺仕事人→必殺仕舞人→新・必殺仕事人→新・必殺仕舞人→必殺仕事人III→必殺渡し人→必殺仕事人IV→必殺仕切人→必殺仕事人V→必殺橋掛人→必殺仕事人V・激闘編→必殺まっしぐら!→必殺仕事人V・旋風編→必殺仕事人V・風雲竜虎編→必殺剣劇人
- ザ・ハングマンシリーズ（朝日放送テレビ制作）
- はいからさんが通る（朝日放送テレビ制作）
- とんがり帽子のメモル（朝日放送テレビ制作）
- ○全国高校野球選手権大会中継（朝日放送テレビ制作、決勝戦のみ放送。なお三沢が決勝進出した1969年は、準決勝、決勝戦本戦と引き分け再試合も中継した。RABでは県大会の決勝も放送していた。）
- ○探偵!ナイトスクープ（朝日放送テレビ制作）
- おはようワイド・土曜の朝に・土曜だエブリバディ!・桂三枝のにゅーすコロンブス（朝日放送テレビ制作）
- 霊感ヤマカン第六感（ATVから移行、RABでは土曜日13:30から放送していた）
- 仮面ライダー→仮面ライダーV3→仮面ライダーX→仮面ライダーアマゾン
  - 次作の『仮面ライダーストロンガー』からは、制作局の毎日放送のネットチェンジ（腸捻転解消）によりATVにて放送。RABでは、テレビ朝日に於ける後番組である『秘密戦隊ゴレンジャー』を遅れネットした。なお、テレビ朝日制作の平成・令和シリーズはABAで放送。
- 真珠の小箱（毎日放送制作、腸捻転時代・解消後ATVへ移行）
- ウィークエンドモーニングショー・八木治郎ショー・がっちり買いまショウ・皇室アルバム（3つ共、毎日放送のネットチェンジまで放送。『皇室アルバム』のみ現在もATVで放送中）

ほか多数

##### TBSテレビ系
- ナショナル劇場（ATV開局後も1975年3月まで放送） - 『大岡越前』（第4部）まで。
- キッチンパパ（ATV開局後も1975年3月まで放送）
- 世界の結婚式（ATV開局後も1975年3月まで放送）
- 魔法少女まどか☆マギカ（土曜 未明（金曜深夜）、毎日放送制作[注釈 79]）
- ATV開局まで
  - 火曜19時台前半アニメ枠
    - 宇宙少年ソラン→冒険ガボテン島→キャプテンスカーレット→サスケ

  - タケダアワー
    - ウルトラQ→ウルトラマン→キャプテンウルトラ→ウルトラセブン

  - ヤング720
  - 東京警備指令 ザ・ガードマン
  - ジャンケンケンちゃん（木曜19:30 - [111]）
  - ロッテ 歌のアルバム
  - 七人の刑事
  - 不二家の時間
  - ポーラテレビ小説[注釈 80]
  - 日曜劇場（日曜 16:00 - [111]）

##### UHFアニメ
- 下級生2 〜瞳の中の少女たち〜
- らいむいろ戦奇譚
  - らいむいろ流奇譚X CROSS 〜恋、教ヘテクダサイ。〜
- フタコイ オルタナティブ
- こみっくパーティー
- HAPPY★LESSON
  - HAPPY★LESSON ADVANCE
- ロザリオとバンパイア
  - ロザリオとバンパイア CAPU2
- Sonny Boy
- ちみも
- じいさんばあさん若返る

##### その他
- 親の目・子の目（民教協番組）
- 生きる×2（民教協番組）
- 発見!人間力（民教協番組）
- 学びEye!（民教協番組）
- 日本!食紀行（民教協番組）
- 旅する気分（岩手めんこいテレビ制作、2013年1月 - 2014年3月）
- 乗っちゃ王国〜みんなで行こう!乗りものの国〜（岩手めんこいテレビ制作、2014年4月 - 2015年3月）
- 新サンデー・トーク（仙台放送制作）
- 今、きらめいて（仙台放送制作、1995年4月にATVへ移行）
- CD NEWS（チバテレ制作）
- THE 鈴木タイムラー（tvk制作）
- にっぽんの自然（NHK制作ではあるが、配給は放送番組センター）
- 中央競馬ワイド中継（フジテレビ系で『FNSの日』などの特番放送時に『みんなのKEIBA』が休止される場合の代替として放送。ただし、こちらも『みんなのKEIBA』同様、青森テレビと放映日を調整していた）
- 東京号泣教室 〜ROAD TO 2020〜（キューブ・エピックレコードジャパン制作）

## アナウンサー
報道局アナウンス部所属。カッコ内は入社年。女性は1990年まで青森県出身者に限定していたが、1991年入社より県外からも採用。
月が書かれていない人物のほとんどが4月1日。

### 現在

#### 男性
- 1996年 鮫島大史（2006年4月 - 2009年3月は報道部）
- 2005年 菅原厚
- 2022年 板橋優磨
- 2023年 濱野壱清
- 2025年 永井啓登

#### 女性
- 2003年 伊東幸子、筋野裕子（2023年4月 - アナウンス部長）
- 2014年 吉﨑ちひろ
- 2015年 猪股南
- 2024年 小山内碧
- 2025年 木戸結菜、小林愛理

### 異動・退職
※は現在番組出演をしている者。○は元放送部長。●は故人（在職中に死去した人物も含む）。

#### 男性
- 1953年
  - 加納登○（第一声、- 1976年8月4日、元満洲電信電話、取材・街頭録音担当、1954年12月に八戸放送局放送担当[要出典]、1962年10月時点でアナウンス課長、仙台支局を経て1969年3月から八戸放送局次長兼営業部長[113]）
  - 須藤真利（編成課兼務で7月6日 - 1970年5月28日（ドライブクラブなどを担当）。1962年10月時点で放送部長[注釈 81]、1970年5月に取締役、1978年6月 - 1983年6月に常任監査役）
  - 竹中達彦（6月 - 1973年、スポーツ担当、1962年10月時点で営業課長）
  - 寺下昭三（元北海道放送、11月30日 - 1956年7月10日）
  - 中村清一（10月 - 1960年2月4日、座談会・「聴取者文芸」）
  - 山中達一（12月 - 、1957年に第4回精工舎アナコン2位、1982年6月 - 1990年6月に取締役）
- 1954年 
  - 小田桐一郎（12月7日 - 1959年5月）
  - 栗盛乙助（9月17日 - 、1962年10月時点で技術課）
- 1955年 
  - 柏原昭三（1962年10月時点で営業課主任）
  - 清水豊治（1956年2月に第3回精工舎アナコン3位、1962年10月時点でアナウンス課主任、1982年6月 - 1984年6月に取締役）
- 1956年 
  - 野呂実（1962年10月時点で報道課長）
- 1957年 
  - 坂井公介（1月11日 - ）
  - 竹内博嗣（ - 1960年1月28日・後に青森テレビに入社し、ATVの第1声を担当した）
  - 松井平三（1月11日 - 1958年9月8日）
- 1958年 
  - 池谷賢一○
- 1960年 
  - 小島倫（ - 1976年）
  - 高森邦夫○●（1988年6月に取締役、1992年6月に常務取締役、2002年6月 - 2006年に副社長、2007年2月23日に70歳で死去[114]）
- 1961年 
  - 川村亮
- 1962年 
  - 山本正樹
- 1964年 
  - 蔦谷信弘（1982年にエフエム仙台へ移籍）
- 1966年 
  - 上杉昭之
- 1969年
  - 大友寿郎※○（元特別顧問、現フリー）
- 1970年 
  - 鈴木伸夫○●（2017年2月16日に死去[115]）
- 1971年 
  - 大竹辰也○（現フリー）
  - 黒滝久可（後にねぶたの家 ワ・ラッセ館長）
- 1972年 
  - 浅木信也（後にラジオディレクターへ移動し定年退職）
- 1973年
  - 綱川和夫〇（元日経ラジオ社、4月9日入社、- 2017年3月末をもって嘱託契約満了）
  - 森山茂樹（後に東京支社業務部シニアアドバイザー、4月2日 - ）
- 1979年 
  - 川村和夫（監査役[注釈 82] 、2017年6月から2023年6月まではRABサービス取締役社長[116]→RABベスト・メンテナンス取締役社長も務めた）
  - 浜舘明●（後に記者→むつ支局長を歴任。2022年12月に死去[117][118]）
- 1983年
  - 橋本康成（ - 1989年、取締役コンテンツ開発局長）
- 1986年
  - 佐藤義之（RAB映像取締役社長）
- 1989年 
  - 出町彰浩●（1989年8月5日に急性心不全で死去[119]）
- 1990年
  - 夏目浩光※（ - 2009年3月、制作局ラジオ制作部）
- 1991年 
  - 辻拓哉
- 1992年 
  - 原口大平（ - 2007年9月）
- 1994年
  - 古池雄（ - 2009年3月）
- 1998年
  - 田中次郎（ - 2005年5月、報道局報道部長）
- 1999年
  - 青山英次（ - 2019年3月、コンプライアンス部）
- 2004年 
  - 矢羽々恵匡（ - 2007年、現テレビ静岡）
- 2008年 
  - 星和明（ - 2013年9月、2007年10月より活動）
- 2012年 
  - 上野比呂企（ - 2018年3月、コンテンツ開発室を経て退職、現東日本放送）
- 2018年 
  - 境祐貴（ - 2023年6月、現フリー兼放送作家）
- 2019年 
  - 松本卓也（ - 2022年6月）
  - 山谷清和（ - 2021年6月）

#### 女性
- 1953年 
  - 天木節子（9月5日 - 1965年4月30日、民謡番組担当）
  - 佐藤玲子（ - 1958年4月14日、子供向け番組担当）
  - 斎藤庸子●（9月5日 - 、後に鹿島、「子供ニュース」、1962年10月時点でアナウンス課主任、2020年7月に死去[120]）
- 1954年 
  - 藤田井子（4月3日 - 1962年3月）
- 1956年5月 
  - 田村幸恵（ - 1960年4月5日）
- 1958年 
  - 石川絢子（ - 1964年8月15日）
  - 中泉雅子（ - 1959年6月2日）
  - 山田玲子（ - 1963年）
- 1959年6月 
  - 佐伯悠紀子（ - 1965年3月）
  - 土屋節子（ - 1962年）
- 1961年 
  - 佐藤悠紀子（1972年の札幌五輪特派員）
- 1962年 
  - 小野登紀子（ - 1966年12月28日）
  - 葛西和子（ - 1968年7月）
  - 工藤紀子（ - 1964年6月20日）
- 1963年 
  - 鳴海征子（9月13日 - ）
- 1970年 
  - 木村ひさ子（4月28日 - ）
- 1971年 
  - 小田切信子
- 1972年 
  - 飛鳥順子
  - 佐々木久美子（4月2日 - ）
- 1973年 
  - 三浦明子（4月9日 - ）
- 1976年 
  - 奈良栄子
- 1978年 
  - 藤原祥子（4月3日 - ）
- 1979年 
  - 福村千賀子
  - 米澤章子○
- 1983年 
  - 佐藤智美
- 1985年 
  - 田中泉
- 1986年 
  - 柿崎元子（ - 1990年・現ニッポン放送ニュースデスク）
  - 工藤（旧姓川村）美緒子（制作局テレビ制作部[注釈 83]）
  - 窪寺美穂子（9月、元中京テレビ放送）
- 1987年 
  - 漆畑道代
  - 小出綾子
- 1989年 
  - 足立美音
  - 葛西理香
  - 笹森亞貴子
  - 二川原聡子
- 1990年 
  - 原田賀子（ - 1995年）
  - 中野陽子
- 1991年 
  - 秋山博子※○（ - 2018年3月、営業局次長・CM部長。2003年4月 - 2004年9月はフリー）
  - 稲葉直子
- 1992年 
  - 上明戸華恵（ - 1999年[注釈 84]）
  - 田村啓美※（2013年10月 - 2018年3月までテレビ・ラジオディレクターを歴任。同年4月 - 2023年3月まで再びアナウンサーを歴任。元アナウンス部長で現在は制作局ラジオ制作部専任部長）
- 1994年 
  - 松尾志織
- 1995年 
  - 後藤美穂子（ - 2003年、現在は「後藤清安」名義で青森県議会議員）
  - 田代あい（ - 1998年）
- 1996年 
  - 荒井英子
- 1997年 
  - 中田有紀（ - 2001年、現フリー）
- 1998年 
  - 小林あずさ（ - 2003年）
- 1999年 
  - 落合こずえ（ - 2004年）
  - 亀井薫（ - 2004年）
  - 野口亜紀子（ - 2001年）
- 2004年 
  - 外崎由希子（ - 2006年）
  - 山内千代子※（ - 2012年3月、制作局テレビ制作部）
- 2005年 
  - 上野由加里（ - 2018年3月）
  - 永井まどか（ - 2008年3月）
- 2008年 
  - 桒子英里（ - 2021年12月）
  - 樋田かおり（ - 2011年3月）
- 2011年 
  - 柳瀬若菜（元NHK松山放送局→青森朝日放送→愛媛朝日テレビ→東北放送、- 2012年9月[注釈 85]、以降は静岡→青森→秋田でフリー活動）
- 2013年 
  - 長澤瑠璃子（ - 2019年7月、東京支社[注釈 86]）
  - 吉年愛梨（ - 2015年3月、WOWOWを経て、現フリー）
- 2019年 
  - 中村香音（ - 2022年12月、現フリー）
- 2020年 
  - 橋本莉奈（ - 2025年7月、現中国放送）
  - 堀葵衣（ - 2022年3月、現静岡放送）
- 2022年
  - 小田安珠（ - 2024年3月）
- 2023年
  - 廣瀬絢南（ - 2025年3月、現NHK大阪放送局専属契約キャスター）

### NNSアナウンス大賞受賞歴
- 第7回（1986年度）テレビ部門大賞（大友寿郎）
- 第25回（2004年度）ラジオ部門大賞（原口大平）
- 第27回（2006年度）特別新人賞（伊東幸子）
- 第28回（2007年度）テレビ部門大賞（田村啓美）
- 第31回（2010年度）ラジオ部門大賞（秋山博子）
- 第34回（2013年度）ラジオ部門大賞（上野由加里）
- 第39回（2018年度）ラジオ部門大賞（筋野裕子）

### アノンシスト賞受賞歴
- 第16回（1990年度）称揚（放送部）
- 第18回（1992年度）称揚（放送部）
- 第19回（1993年度）ラジオ「番組」部門優秀賞（大竹辰也）
- 第26回（2000年度）活動（夏目浩光）
- 第28回（2002年度）ラジオ「CM」部門優秀賞（古池雄・落合こず恵）、活動（夏目浩光）
- 第31回（2005年度）ラジオ「読み・ナレーション」部門優秀賞（古池雄・秋山博子）、活動（夏目浩光）
- 第38回（2012年度）ラジオ「読み・ナレーション」部門優秀賞（筋野裕子）、「CM」部門優秀賞（秋山博子）
- 第39回（2013年度）ラジオ「読み・ナレーション」部門最優秀賞（鮫島大史）
- 第44回（2018年度）ラジオ「読み・ナレーション」部門優秀賞（筋野裕子）
- 第47回（2021年度）ラジオ「読み・ナレーション」部門優秀賞（吉崎ちひろ）

## パーソナリティー・キャスター
- 伊奈かっぺい（2007年4月16日に定年退職。それまでは報道制作局局付副参事として同社に在籍していた）
- 青山良平（2012年10月23日に定年退職したが、再雇用でラジオ局ラジオ制作部所属のディレクターとして在籍）
- オスカル（ローカルタレント）
- 野坂真理
- けんずろう（2009年3月までは、公式ウェブサイト上のパーソナリティ一覧に掲載されていた、現在は各局の番組に出演）
- 横山ひでき（ローカルタレント）
- 成田洋明
- 内山千早（通称うっちゃん、RABサービス社員）
- 岡田照幸（ピアニスト）
- 石坂直子（サンデー・ラジオクリニックのパーソナリティ）
- 藤田良子（ふれあい八戸土曜スタジオのパーソナリティ、フリーアナウンサーで各局の番組に出演）
- 張間陽子（十日市秀悦のサタデー横丁のアシスタント、「GO!GO!らじ丸」のラジオカーリポーター。）
- 中島美華（通称みかちゃん・麻生しおりの土曜はキュン・十日市秀悦のサタデー横丁八戸ラジオカーのリポーター、ふれあい八戸土曜スタジオパーソナリティ（ここまでは2022年3月まで担当、『ふれあい八戸…』は2023年4月1日から復帰）、2022年4月から2023年3月まで、東京の大学で学ぶ為、パーソナリティ活動を休止したが、2023年4月から、パーソナリティ活動を再開（活動再開後の最初の担当番組は『なかじまみか ことの葉がたり』・2023年4月2日スタート）。）

### 過去に出演したパーソナリティー・キャスター
- 三上拓也（ラジオ番組「プラネットJ」のパーソナリティを担当した）
- 三ツ谷鮎子（「金曜ワラッター」で、ミス・テリーの名で初代アシスタント）
- 佐藤由美子（おはよう!ほっ・とスタジオMCを担当していた）。
- 石岡知華（おはようワイドあおもり、ラジオカーレポーター）
- 吉田由美（HOTひろさき、ラジオカーリポーター）
- 北川紗央里（「あおもりTODAY」ラジオカーレポーターとして活躍し、番組卒業後からしばらくの期間は青森テレビおしゃべりハウスのレポーターを担当していた。）
- 楠美翔子（十日市秀悦のサタデー横丁アシスタント、2012年9月29日まではこちら松森一丁目らじお倶楽部アシスタントと(2011年10月1日からは)サタデー夢ラジオの青森ラジオカーレポーターも担当。）
- 三浦由起子（HOTひろさき、ラジオカーリポーター）
- 山谷真由美（HOTひろさきラジオカーレポーター、以前は2009年3月迄あおもりTODAYの、2009年4月〜2011年9月24日迄は「サタデー夢ラジオ」の青森ラジオカーレポーターも担当していた。）
- 奈良岡香織（麻生しおりの土曜はキュン・十日市秀悦のサタデー横丁弘前ラジオカーのリポーター、HOTひろさきパーソナリティ）

## 動画配信
過去
青森県内ニュースは昼（東奥日報ニュース）と夕方（ニュースレーダー）の2回動画配信を実施。ただし、土曜・日曜・祝日と年末年始放送分は動画・文字配信共に行われていない（ただし、日曜は選挙日の場合、開票速報を文字でのみ配信することがある）。なおニュース以外で「@なまてれ」や「活彩あおもり」で放送された内容も一部動画配信されている（Windows Media Playerが必要）。
現在
YouTubeにて青森放送公式アカウントを開設。青森放送の自社制作番組を見逃し配信しているほか、RABラジオと同時生配信している番組もある。
また、スマートフォンのアプリケーションである「青森放送アプリ」にて「RABニュースレーダー」を放送時間に合わせて同時配信している。CMおよび一部映像以外のすべての内容が配信されている。

## 電光ニュースについて
青森市の長島交差点近く（国道4号沿い）にある東京海上日動火災ビルに、青森放送の関連会社であるRAB企画の電光ニュース板「コンピュートサイン」がありニュースや天気・番組案内をはじめ、企業PR、販売促進、告知、広報、イベント・催事の案内等を流している。以前は電球式だったが、現在はLEDで複数色表示できるようになっている。放映時間は7時30分から21時30分まで。かつてNTT青森支店鉄塔に情報カメラが設置されていた頃は、「RABニュースレーダー」のエンディングでこの電光ニュース板を映し出していたこともある。また、少し前まではこの電光ニュース板は、青森駅前にも設置していたことがあった。2011年（平成23年）頃に東京海上日動ビルのニュース板は撤去されている。
青森空港ビル2階・搭乗口保安検査場前には、青森放送の子会社であるRAB企画の電光ニュース板「グラフィックサイン」があり観光・物産・企業PR・技術開発PR等を流している。放映時間は8時30分から20時00分まで。

## 情報カメラ設置ポイント
現在（1996年（平成8年）9月30日より運用開始）
- 青森市
  - RAB本社屋上鉄塔（2006年（平成18年）6月30日からHD）
青森港方向の撮影範囲には、同じく松森に所在する青森テレビも入り、同局鉄塔にある「ATV」の看板が映ってしまうため、その部分のみ撮影しないようにしているが、過去に夕方情報番組内の天気予報でカメラ操作中に「ATV」がアップで映ってしまったことがある
  - 青森空港（2011年（平成23年）9月からHD）
- 八戸市（八戸港・八戸水産会館屋上）（2011年（平成23年）9月からHD）
  - NHK青森放送局と青森朝日放送も同じ場所に設置。
- 弘前市（弘前公園・陸奥新報社本社ビル屋上）（2016年（平成28年）9月末から運用開始）
  - 青森テレビと同じ場所に設置。
- 東通村（白糠漁港）（2011年（平成23年）9月から設置）
  - 近くに東通原子力発電所があるため、その関連として設置した模様。なお、東通に情報カメラを設置するのは、在青テレビ局としては、NHK青森放送局に次いで2局目となる。
- 六ヶ所村（むつ小川原ウィンドファーム）（2011年（平成23年）11月から設置）
  - 近くに核燃料サイクル施設があるため、その関連として設置した模様。
- 深浦町（深浦漁港）（2015年（平成27年）頃から設置）
- 十和田市（十和田商工会議所）（2020年（令和2年）7月から設置）[121]
- むつ市（むつ総合病院屋上）（2018年（平成30年）頃から設置）

青森本社以外のカメラはIP回線の都合上、放送待機時に原則として映像の画質やフレームを落とした状態にしているため、動いているものが不自然に見えることがある（「RABニュースレーダー」でもこの状態で放送されることがある）。
RABラジオBスタジオには、各地の情報カメラを表示する大・小（前者は4分割で深浦港・青森空港・弘前市・八戸港、後者は青森市の様子が映る）のモニターが1台ずつ設置されており、ワイド番組のパーソナリティがその映像を見ながら各地の天気を実況することがある（テレビニュースのラジオ番組関連の話題で、スタジオ内が撮影された時に確認できる）。
 過去に設置
- 青森市（NTT→NTT東日本青森支店⇒NTTコム青森橋本ビル屋上鉄塔） : 1993年（平成5年）3月まで。1991年（平成3年）10月から2008年（平成20年）10月までは青森朝日放送も同じ場所に設置。

## 長時間放送中断
2005年（平成17年）2月21日6時16分ごろ、むつ市にある釜臥山（かまふせやま）テレビジョン中継局（10ch）近郊にある変圧器が雪の影響による着氷で機械がショート（故障）するトラブルが発生し、テレビの送電が中断してしまった。このため、むつ市を含む周辺の4市町村で同日17時25分ごろに完全復旧するまで11時間以上に渡って番組が放送できない状況が続いた。送電は11時30分過ぎに再開されたが番組の受信作業に時間がかかった。
2005年（平成17年）11月8日の20時頃から22時前にかけて、落雷の影響により、五所川原市にある五所川原テレビ中継局（44ch）からの放送ができなくなった。荒天であったとはいえ、視聴率の上がる時間帯での放送中断で、西北五地域の約5万世帯では「踊る!さんま御殿!!」のOPを除くほぼ全編と「ドラマ・コンプレックス・理由〜日テレヴァージョン〜」の前半が視聴できなかった。
上記2件のケースは一部地域での放送中断であるため放送できなかった番組が再放送されない。

## ゴールデンウィークの表現について
当放送局ではNHKと同様、“ゴールデンウィーク”を“大型連休”と言っている。ただし、一般番組では稀に「ゴールデンウィーク」の表現を使用している。

## 24時間テレビ・ラジオチャリティーミュージックソン関連
青森放送は2005年（平成17年）から2011年（平成23年）までの7年間、全国の放送局では唯一、『24時間テレビ 「愛は地球を救う」』（NNS）と『ラジオ・チャリティー・ミュージックソン』（通称：ラジソン。NRN）両方を制作・放送している。2004年度までは札幌テレビも2番組を制作・放送していたが、ラジオ部門がSTVラジオに分社化したため、テレビのみの放送となっている。なお、この「唯一」体制は2012年（平成24年）に西日本放送が『ミュージックソン』に参加することになったため解消している。
24時間テレビでは、放送約2か月前より協賛社・団体のスポットCMが流れ始める。また、ラジオでも深夜のネット番組間のステーションブレイク枠を中心に募金受付の1分間スポットが流れる。BGMはおなじみの「サライ」である。なお、募金受付終了の8月31日まで募金募集のスポットが放送される。
『ラジソン』では、11月頃から24時間テレビのときと同様、ステブレ枠を中心に募金受付の1分間スポットが流れる。なお、募金受付終了の1月31日までテレビ・ラジオでスポットが流れる。24時間テレビのメイン会場は2005年（平成17年）からイオングループが協賛に加わった関係で、ジャスコ青森店をキーテナントとするサンロード青森になっている（以前は青森県観光物産館アスパムだった）。前年まではIYグループ（現：セブン&アイ・ホールディングス）が協賛していたため、県内のイトーヨーカ堂にも中継基地を設けていた。なお、『ラジソン』のメイン会場はRAB本社である。
2006年（平成18年）の『ラジソン』は、『あおもりTODAY』を休止して4時間延長し、12月24日 12時から25日16時まで28時間、2007年（平成19年）の『ラジソン』は、同様に5時間5分延長して12月24日 11時55分から25日17時まで29時間5分の放送となった。2011年（平成23年）は12月25日が日曜で「ラジオにおいでよ」終了時間まで放送可能だったが、15時までの放送だった。

## キャンペーンと交通標語CM
2007年（平成19年）11月から2008年（平成20年）3月まで、同じ青森市松森に本社を置く青森テレビと共同で、「チーム守るべ青森」と題したエコプロジェクトを行っていた。なお、青森放送独自の取組として2007年からはテレビ・ラジオの両方で環境キャンペーン「そうそう、私もエコライフ」を展開している。2009年（平成21年）11月から、東北新幹線新青森開業に向けてのキャンペーン「結集!!青森力」に協力しており、「会いたい〜138万青森県民からの手紙〜」というタイトルで、ラジオ・テレビで毎日放送していた。
ラジオでは交通標語CMが2時間に1回のペースで流れるが、どれも1984年（昭和59年）のスローガンが使われており、当時のヒット曲のイントロをバックに流れていた。
- 運転は 気くばり目くばり 思いやり - 松本伊代「TVの国からキラキラ」
- 危険です その信号の 変わりばな - 田原俊彦「君に薔薇薔薇…という感じ」
- 自転車も のれば車の なかまいり - 松田聖子「渚のバルコニー」（最近は流れていない）

2006年（平成18年）より交通標語の背後に流れるBGMが変更され、新しい交通標語も放送している。

## 主催事業
- あおもりレディースゴルフトーナメント（毎年7月中旬に青森カントリー俱楽部で開催[123]）[124]

## 関連会社
- アール・エー・ビー開発株式会社
- 株式会社アール・エー・ビーサービス
- 株式会社アール・エー・ビー企画
- 株式会社アール・エー・ビー映像
- 株式会社アール・エー・ビーベストメンテナンス

出典